# Fear the Walking Dead
The Walking Dead The Walking Dead: World Beyond
Fear the Walking Dead est une série télévisée d'horreur et dramatique américaine en 113 épisodes d'environ 45 minutes créée par Robert Kirkman et Dave Erickson (en), et diffusée entre le 23 août 2015 et le 19 novembre 2023 sur la chaîne AMC.
C'est une série dérivée de l'univers de The Walking Dead.
En France, la série est diffusée en simultané des États-Unis depuis le 24 août 2015 en version originale sous-titrée français sur Canal+ Séries et depuis le 25 août 2015 en version française sur iTunes Store et sur Amazon Prime Video. La première saison est également diffusée sur TF1 Séries Films.

## Synopsis
L'histoire se déroule à San Gabriel (comté de Los Angeles), en Californie et plus tard au Mexique. Les trois premières saisons suivent une famille recomposée dysfonctionnelle composée de la conseillère du lycée Madison Clark, de son compagnon professeur d'anglais Travis Manawa, de sa fille Alicia, de son fils toxicomane Nick, du fils de Travis d'un précédent mariage, Chris, de la mère de Chris, Liza Ortiz, et d'autres qui rejoignent leur groupe au début de l'apocalypse zombie. Ils doivent se réinventer, acquérir de nouvelles compétences et adopter de nouvelles attitudes afin de survivre alors que la civilisation s'effondre autour d'eux.
À partir de la quatrième saison, la série se concentre sur Morgan Jones, un personnage de la série originale, qui rencontre les membres survivants du groupe et de nouveaux survivants au Texas.

## Distribution

### Acteurs principaux
| Acteurs               | VF                              | Personnages                      | saison 1   | saison 2   | saison 3   | saison 4   | saison 5   | saison 6   | saison 7   | saison 8         |
| --------------------- | ------------------------------- | -------------------------------- | ---------- | ---------- | ---------- | ---------- | ---------- | ---------- | ---------- | ---------------- |
| Kim Dickens           | Rafaèle Moutier                 | Madison Clark                    | Principale | Principale | Principale | Principale |            |            | Invitée    | Principale       |
| Cliff Curtis          | Bruno Magne                     | Travis Manawa                    | Principal  | Principal  | Principal  |            |            |            |            |                  |
| Frank Dillane         | Romain Altché                   | Nicholas « Nick » Clark          | Principal  | Principal  | Principal  | Principal  |            |            |            |                  |
| Alycia Debnam-Carey   | Anouck Hautbois                 | Alicia Clark                     | Principale | Principale | Principale | Principale | Principale | Principale | Principale | Invitée spéciale |
| Elizabeth Rodriguez   | Ethel Houbiers                  | Elizabeth « Liza » Ortiz         | Principale | Invitée    |            |            |            |            |            |                  |
| Mercedes Masohn       | Julie Cavanna                   | Ofelia Salazar                   | Principale | Principale | Principale |            |            |            |            |                  |
| Lorenzo James Henrie  | Julien Crampon                  | Christopher « Chris » Manawa     | Principal  | Principal  |            |            |            |            |            |                  |
| Rubén Blades          | Gilbert Lévy                    | Daniel Salazar                   | Principal  | Principal  | Principal  |            | Principal  | Principal  | Principal  | Principal        |
| Colman Domingo        | Lucien Jean-Baptiste            | Victor Strand                    | Invité     | Principal  | Principal  | Principal  | Principal  | Principal  | Principal  | Principal        |
| Michelle Ang          | Christine Braconnier            | Alex                             |            | Principale |            |            |            |            |            |                  |
| Danay García          | Ludivine Maffren                | Luciana Galvez                   |            | Récurrente | Principale | Principale | Principale | Principale | Principale | Principale       |
| Daniel Sharman        | Clément Moreau                  | Troy Otto                        |            |            | Principal  |            |            |            |            | Principal        |
| Sam Underwood         | Rémi Caillebot                  | Jeremiah « Jake » Otto, Jr.      |            |            | Principal  |            |            |            |            |                  |
| Dayton Callie         | Patrick Messe                   | Jeremiah Otto, Sr.               |            | Invité     | Principal  |            |            |            |            |                  |
| Lisandra Tena (en)    | Cléo Anton                      | Lola Guerrero                    |            |            | Principale |            |            |            |            |                  |
| Maggie Grace          | Ingrid Donnadieu                | Althea « Al » Szewczyk-Przygocki |            |            |            | Principale | Principale | Principale | Invitée    |                  |
| Garret Dillahunt      | Vincent Ropion                  | John Dorie Jr.                   |            |            |            | Principal  | Principal  | Principal  |            |                  |
| Lennie James          | Thierry Desroses                | Morgan Jones                     |            |            |            | Principal  | Principal  | Principal  | Principal  | Principal        |
| Jenna Elfman          | Céline Monsarrat                | June Dorie « Naomi / Laura »,    |            |            |            | Principale | Principale | Principale | Principale | Principale       |
| Alexa Nisenson        | Lisa Caruso                     | Charlie                          |            |            |            | Récurrente | Principale | Principale | Principale | Invitée          |
| Karen David           | Ariane Aggiage                  | Grace Mukherjee                  |            |            |            |            | Principale | Principale | Principale | Principale       |
| Austin Amelio         | Alexis Victor                   | Dwight                           |            |            |            |            | Principal  | Principal  | Principal  | Principal        |
| Mo Collins            | Marie-Madeleine Burguet-Le Doze | Sarah Rabinowitz                 |            |            |            | Récurrente | Récurrente | Principale | Principale |                  |
| Colby Hollman         | Mike Fedée                      | Wes                              |            |            |            |            | Récurrent  | Principal  | Principal  |                  |
| Zoe Colletti          | Maryne Bertieaux                | Dakota                           |            |            |            |            |            | Principale |            |                  |
| Christine Evangelista | Victoria Grosbois               | Sherry                           |            |            |            |            |            | Principale | Principale | Principale       |
| Keith Carradine       | Patrick Bonnel                  | John Dorie Sr.                   |            |            |            |            |            | Principal  | Principal  |                  |

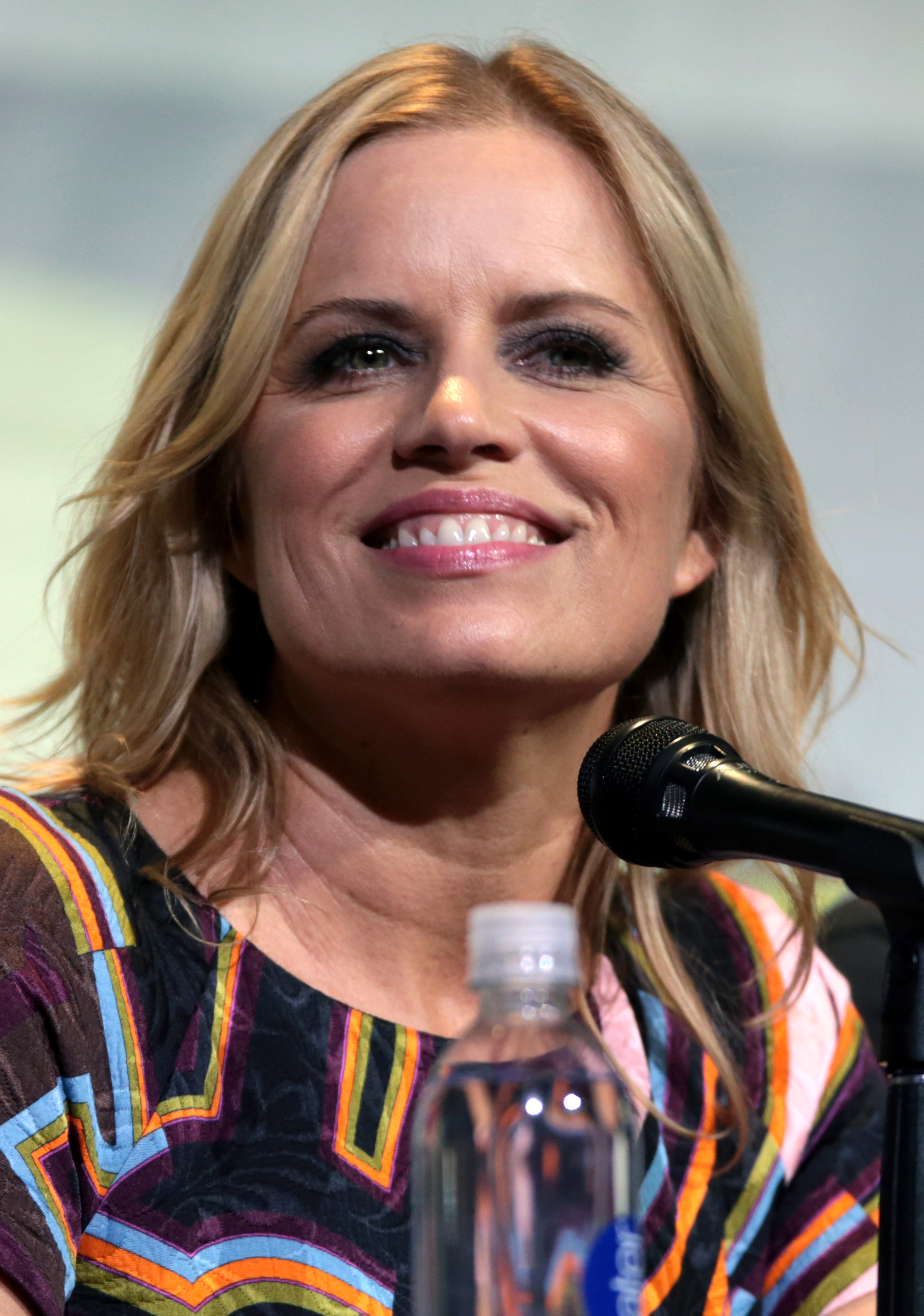
Kim Dickens interprète Madison Clark.
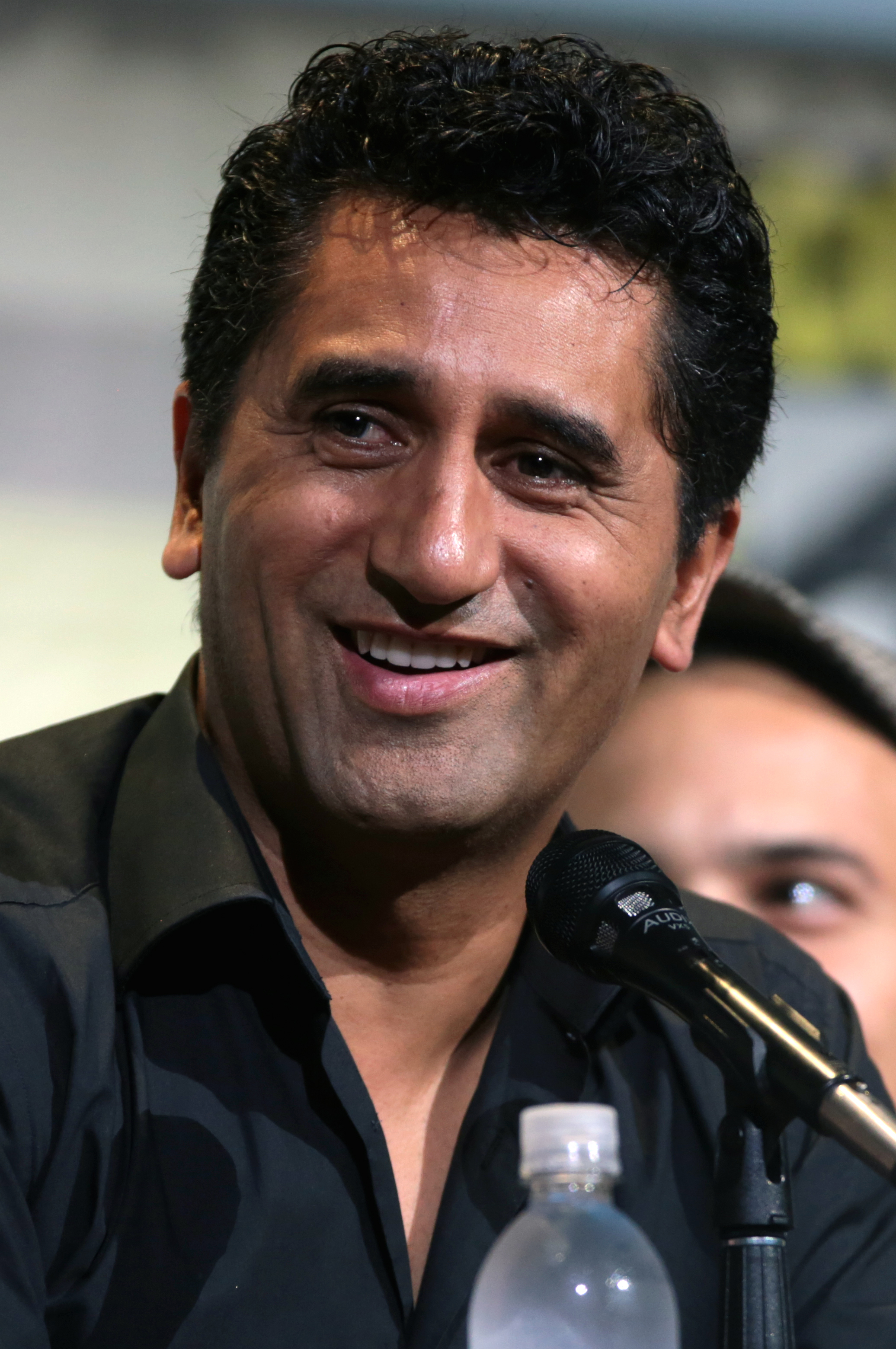
Cliff Curtis interprète Travis Manawa.
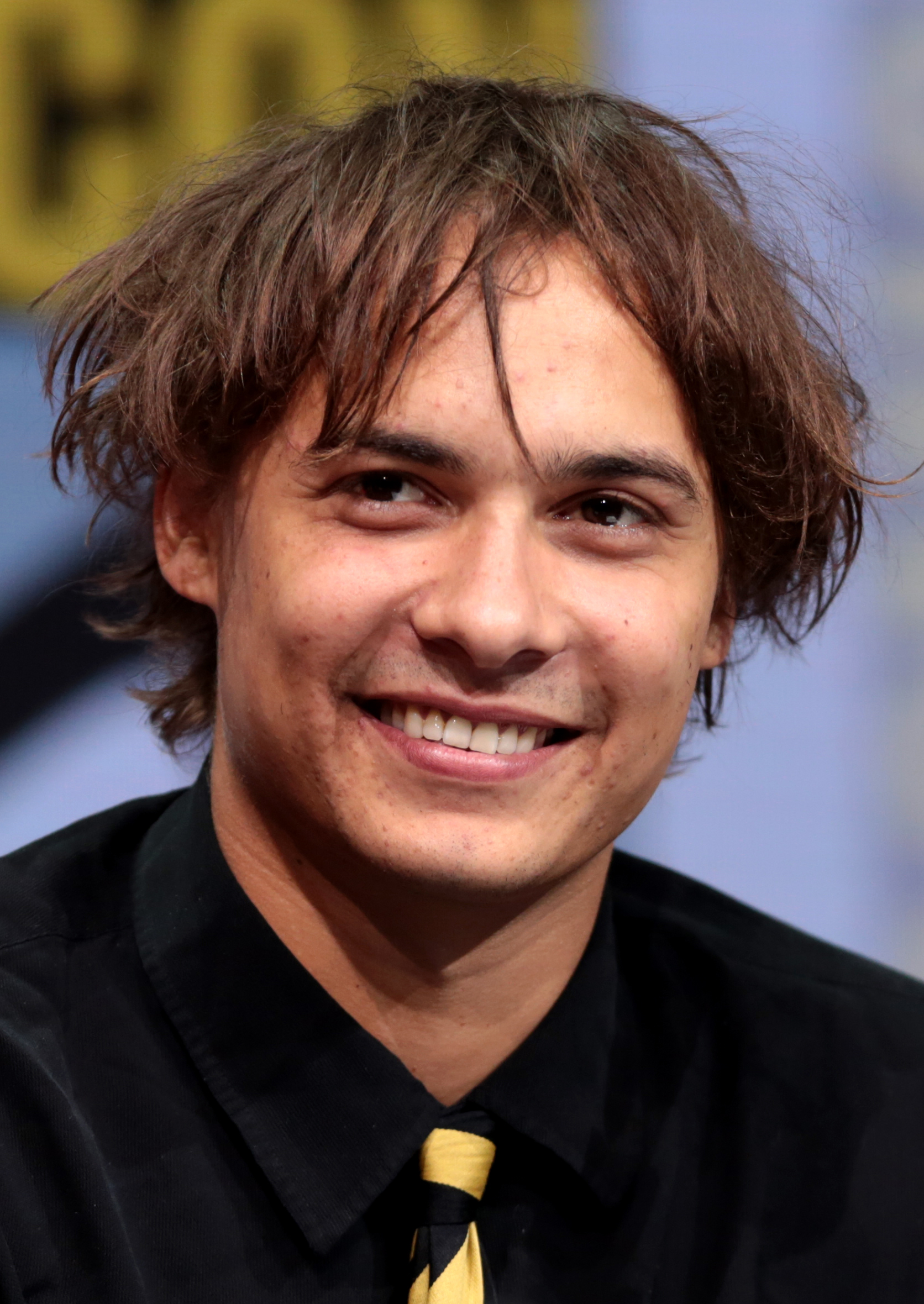
Frank Dillane interprète Nick Clark.
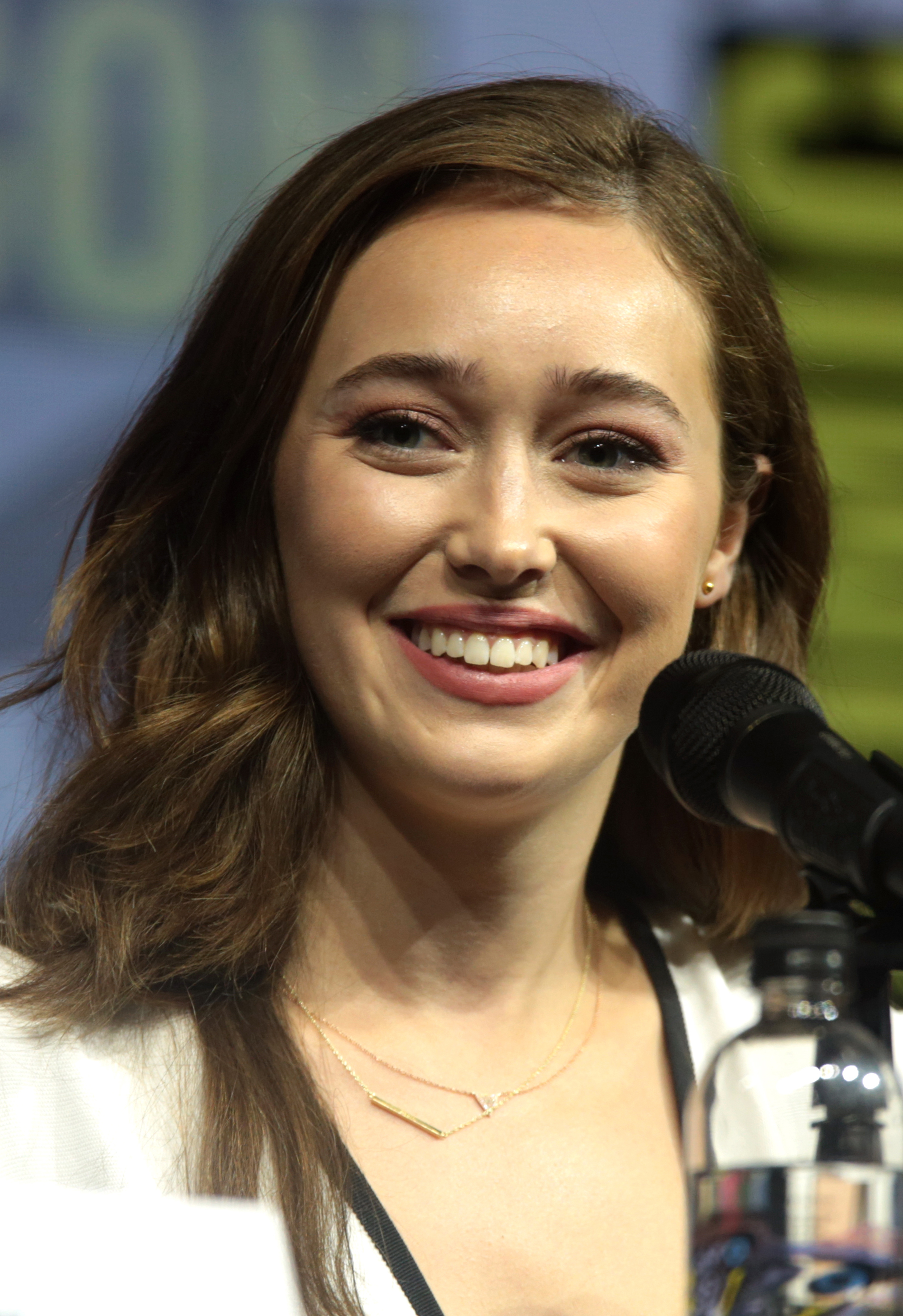
Alycia Debnam-Carey interprète Alicia Clark.
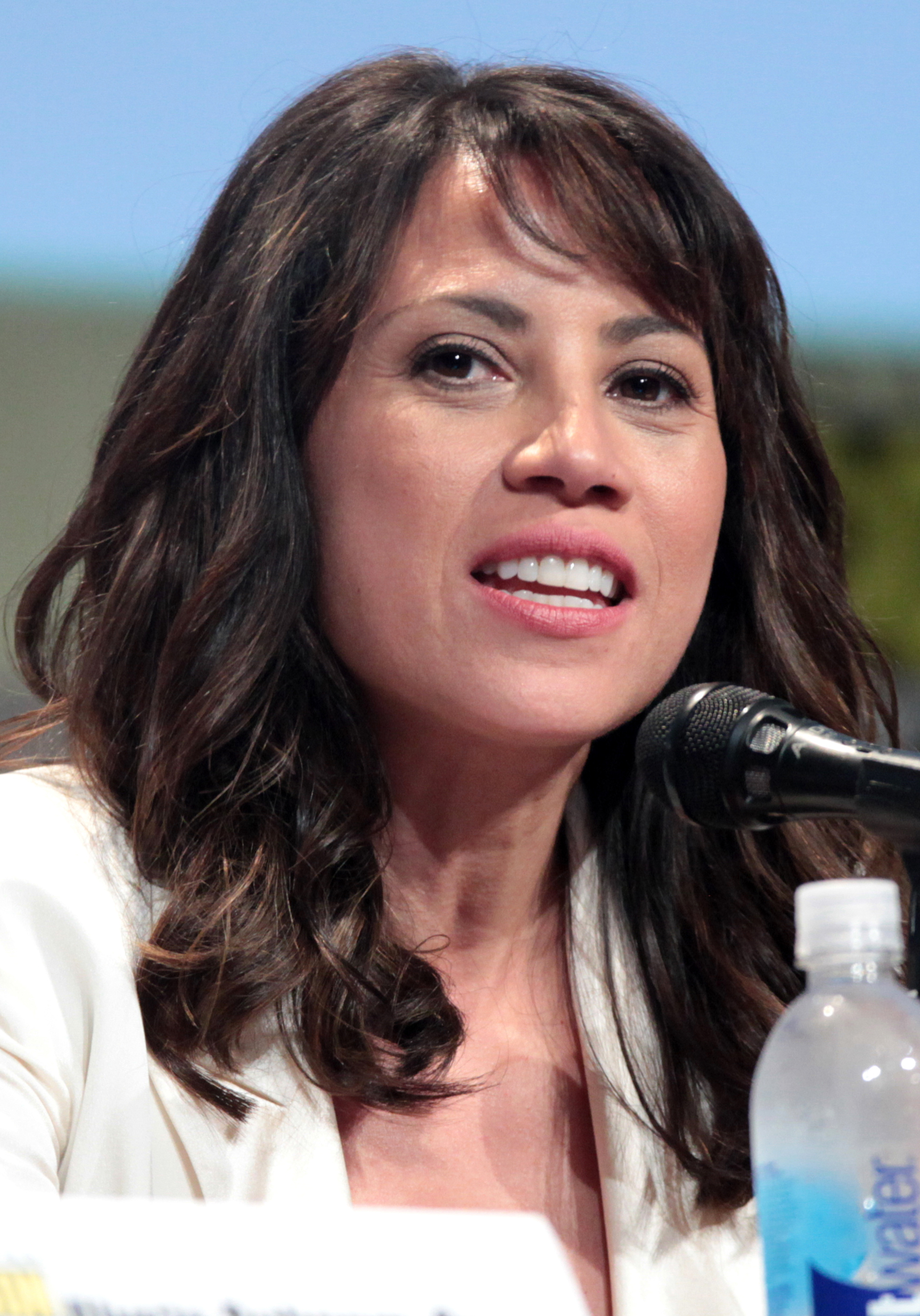
Elizabeth Rodriguez interprète Liza Ortiz.
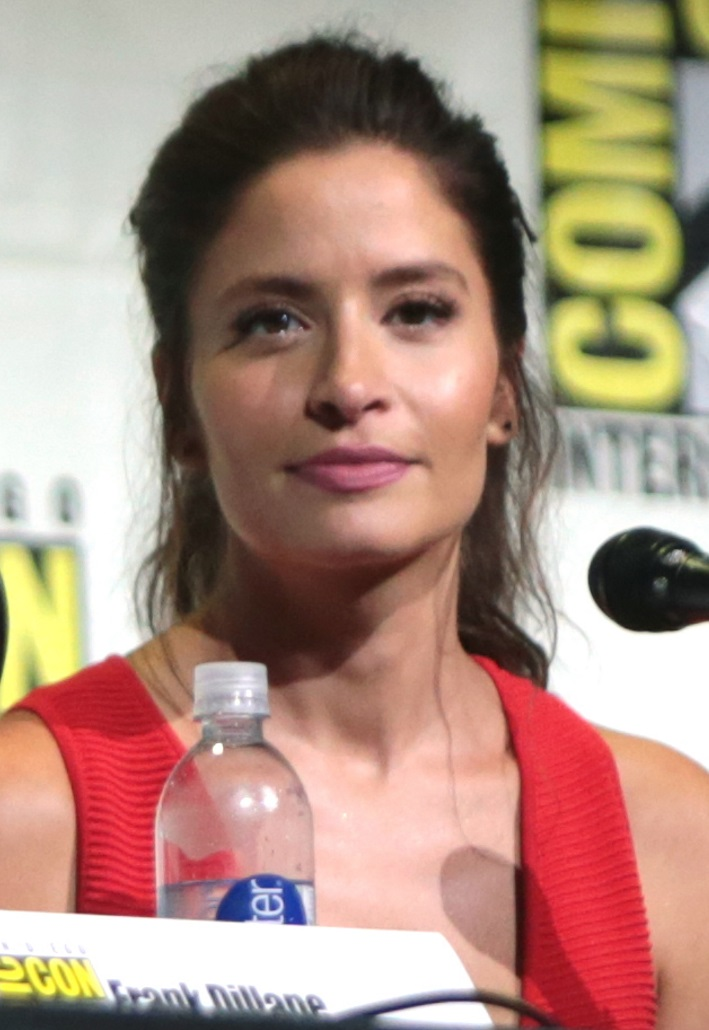
Mercedes Masohn interprète Ofelia Salazar.
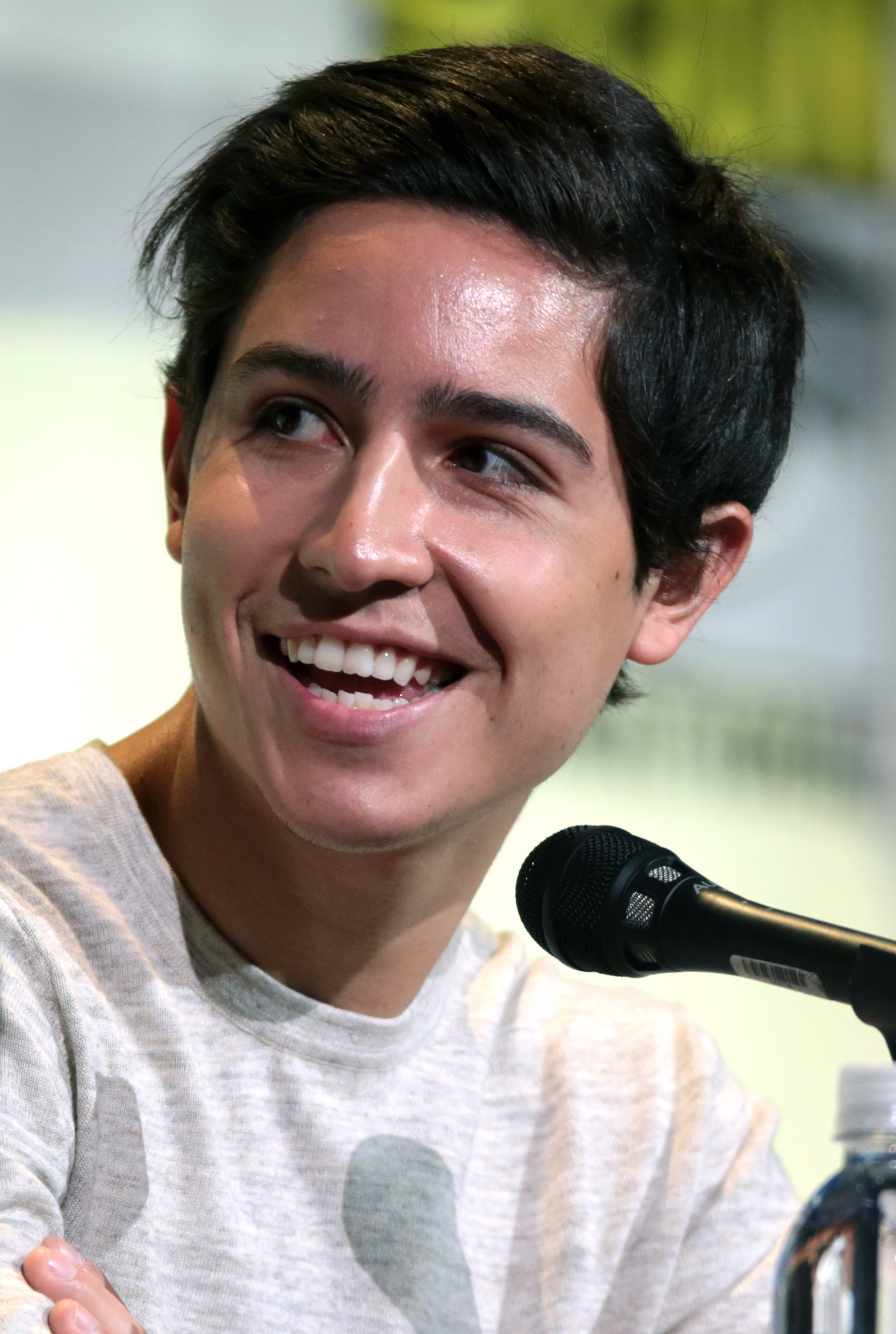
Lorenzo James Henrie interprète Chris Manawa.
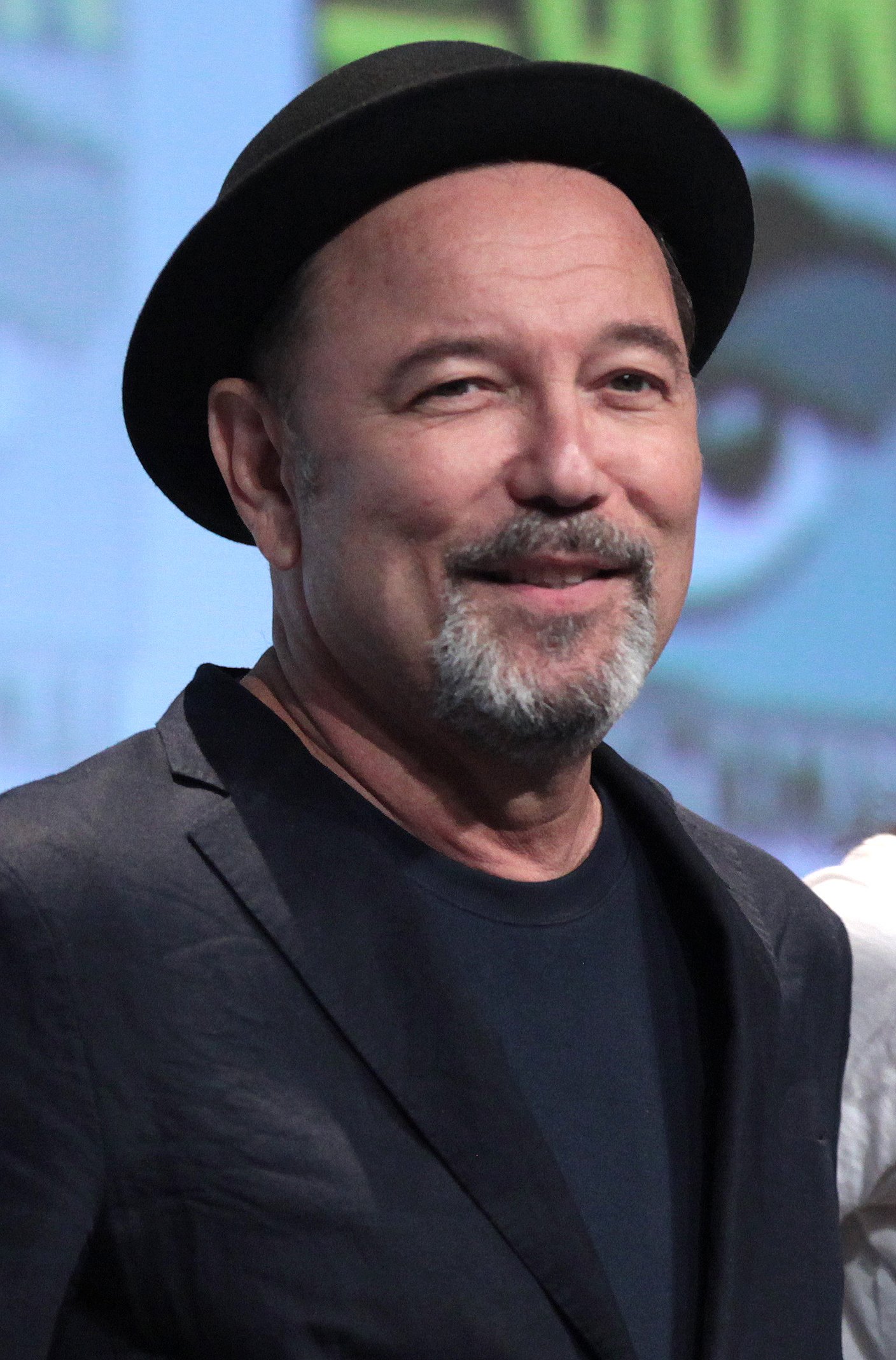
Ruben Blades interprète Daniel Salazar.
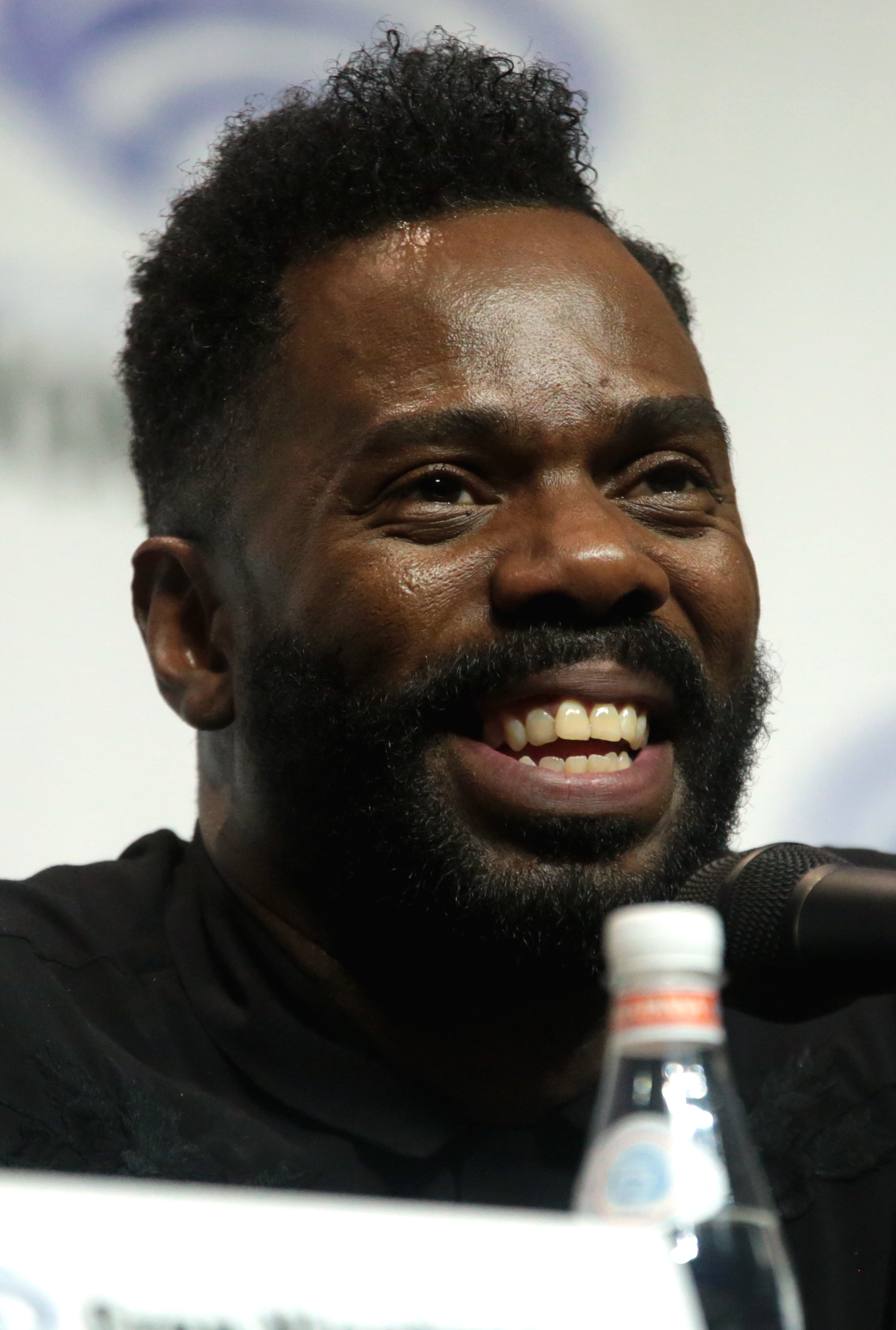
Colman Domingo interprète Victor Strand.
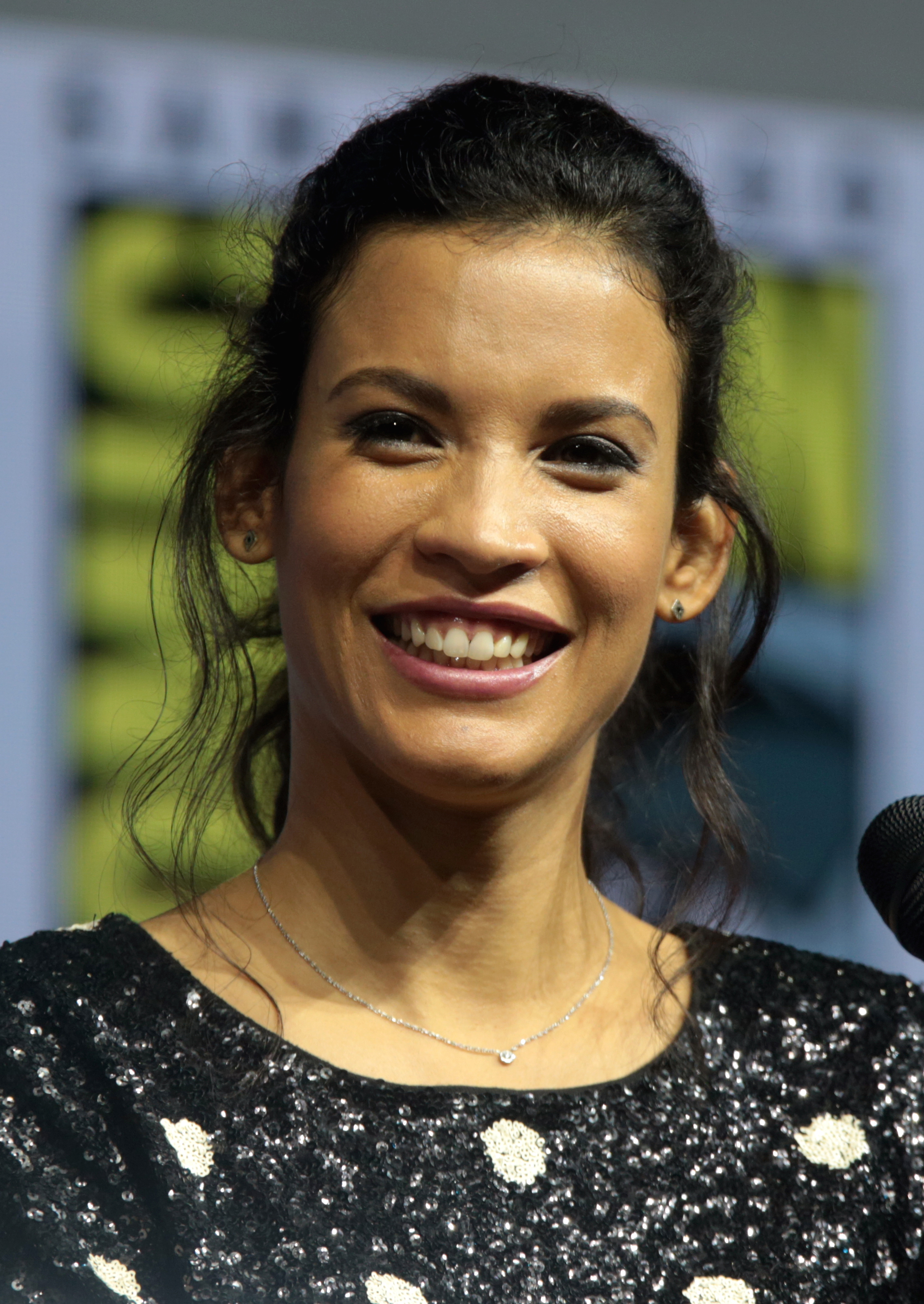
Danay García interprète Luciana Galvez.
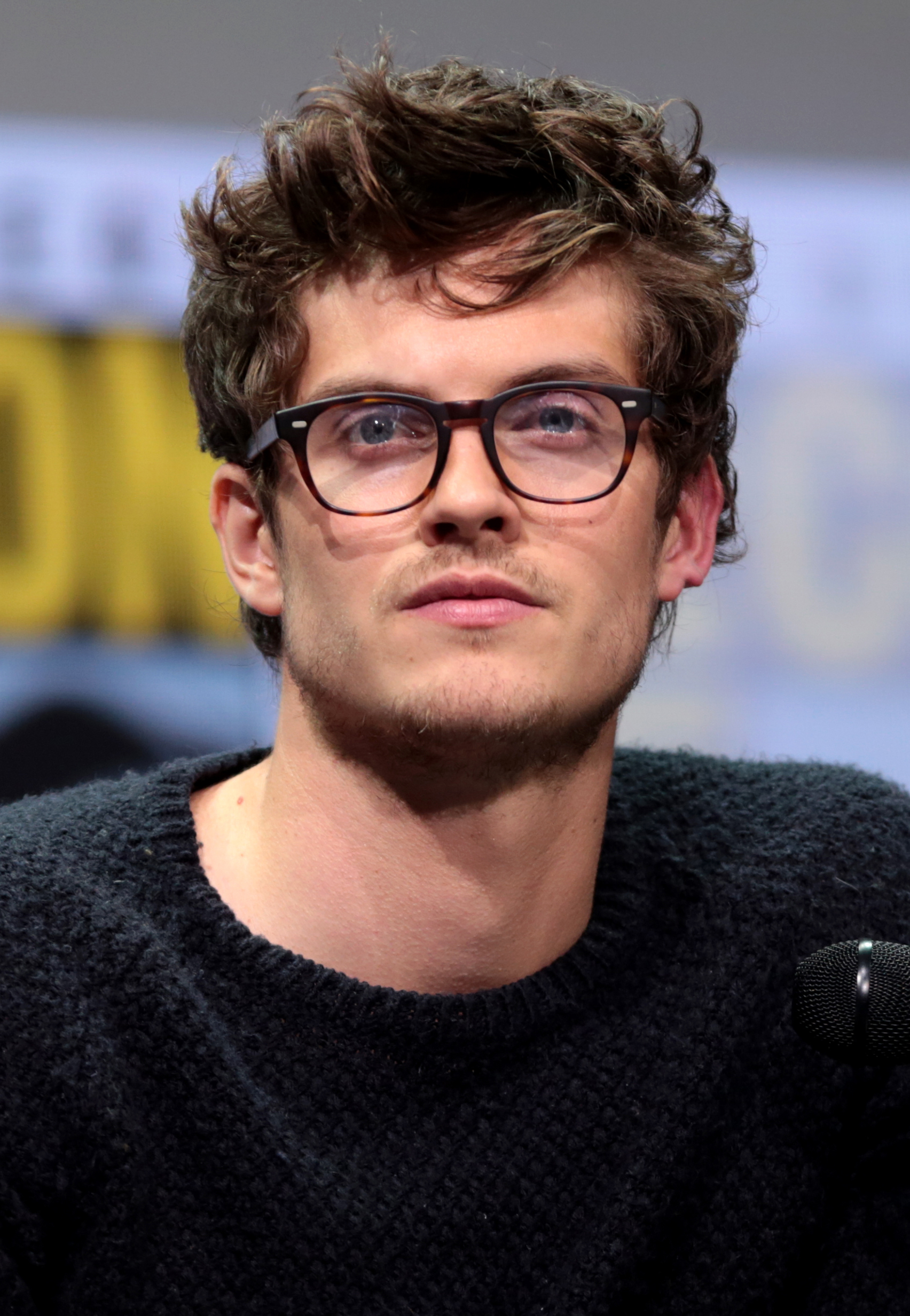
Daniel Sharman interprète Troy Otto.
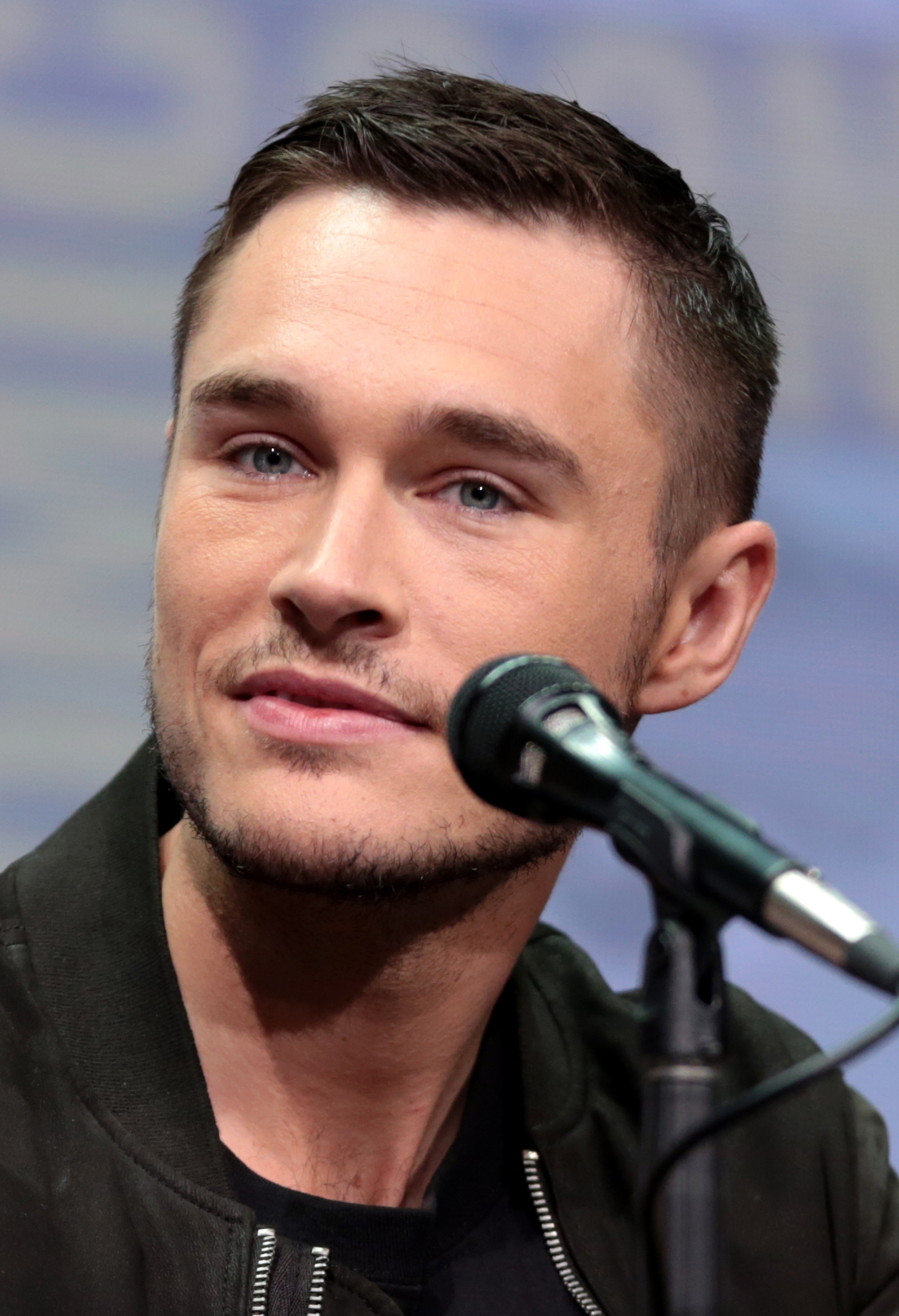
Sam Underwood interprète Jake Otto.
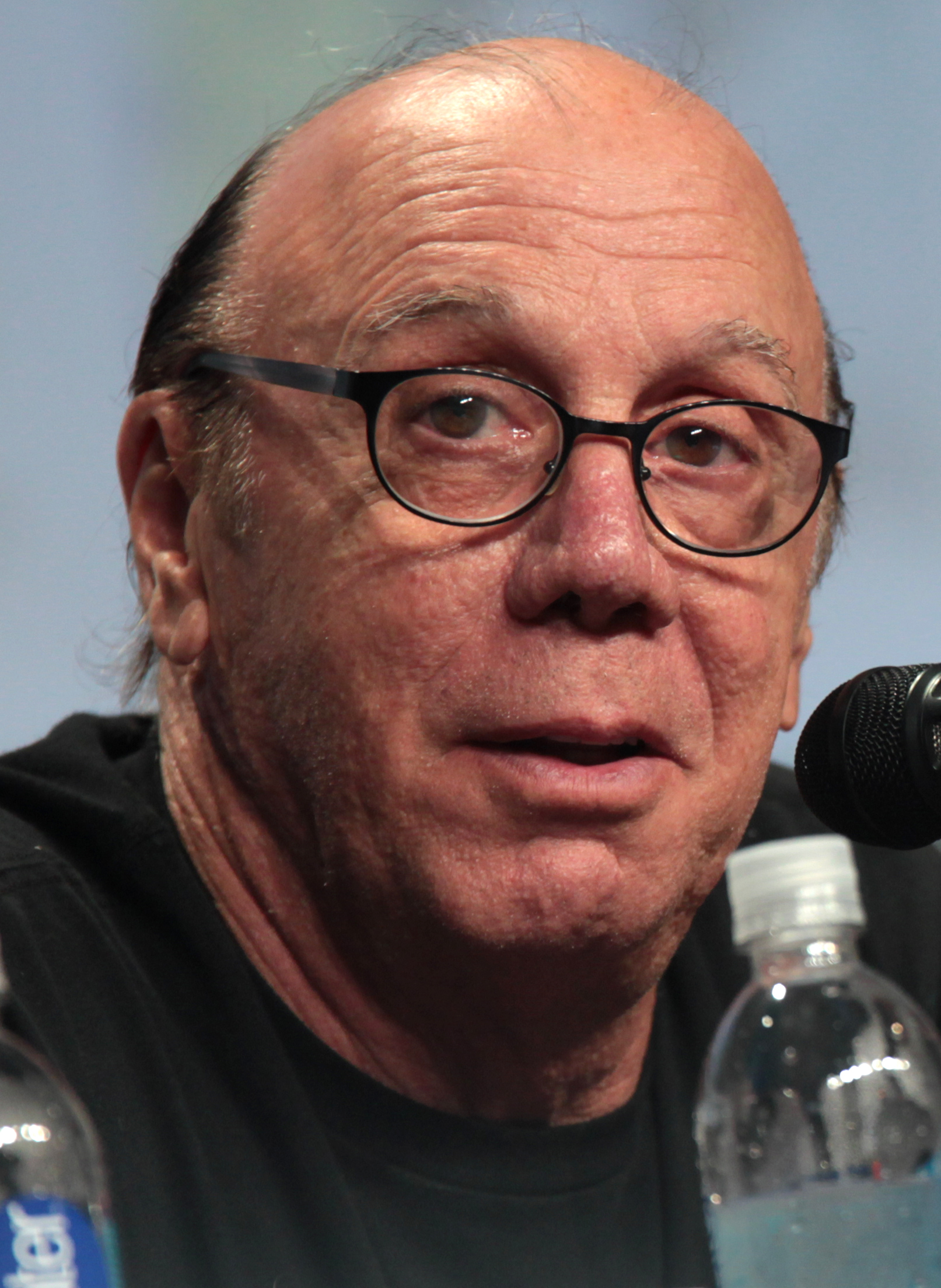
Dayton Callie interprète Jeremiah Otto.
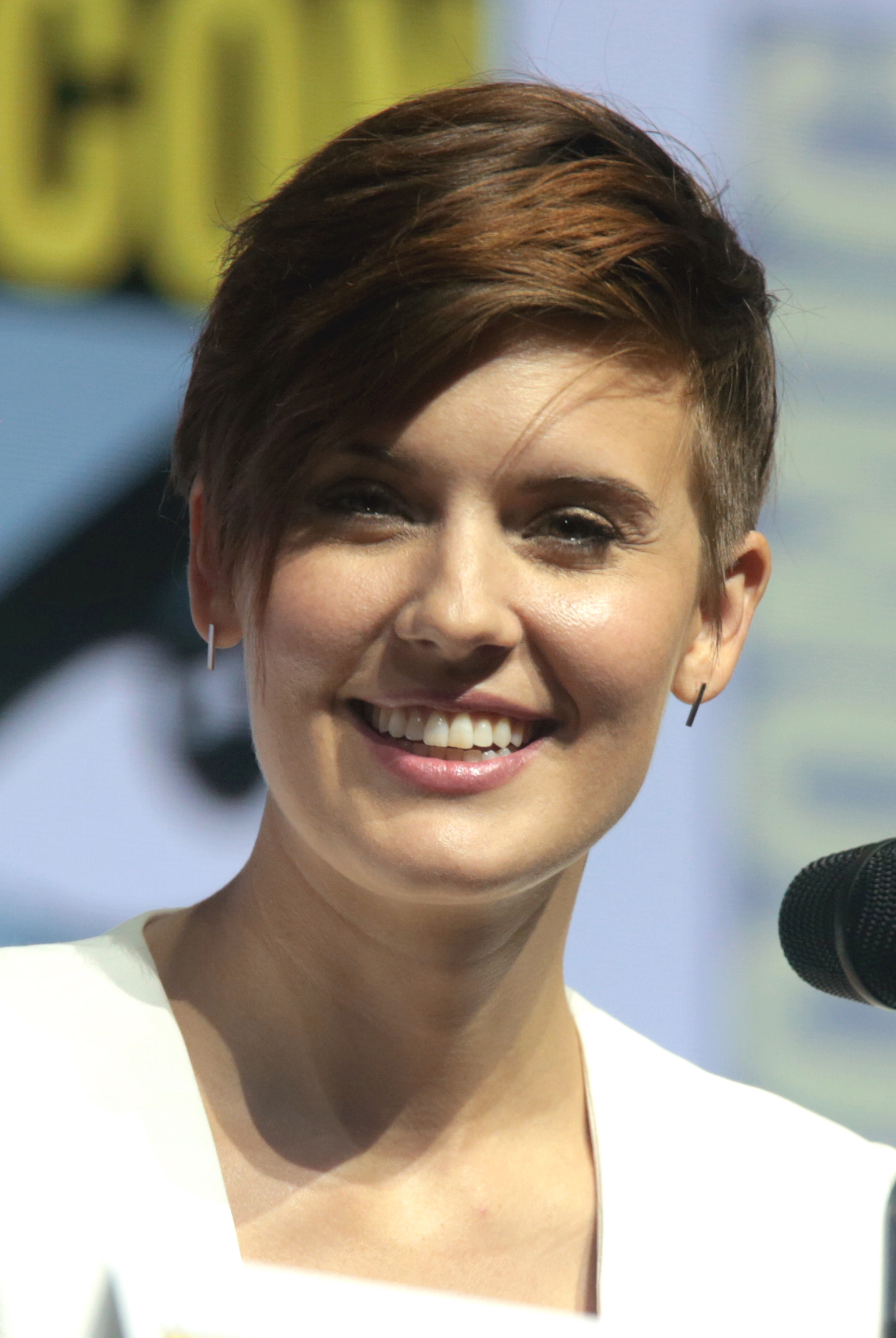
Maggie Grace interprète Althea Szewczek-Przygocki.
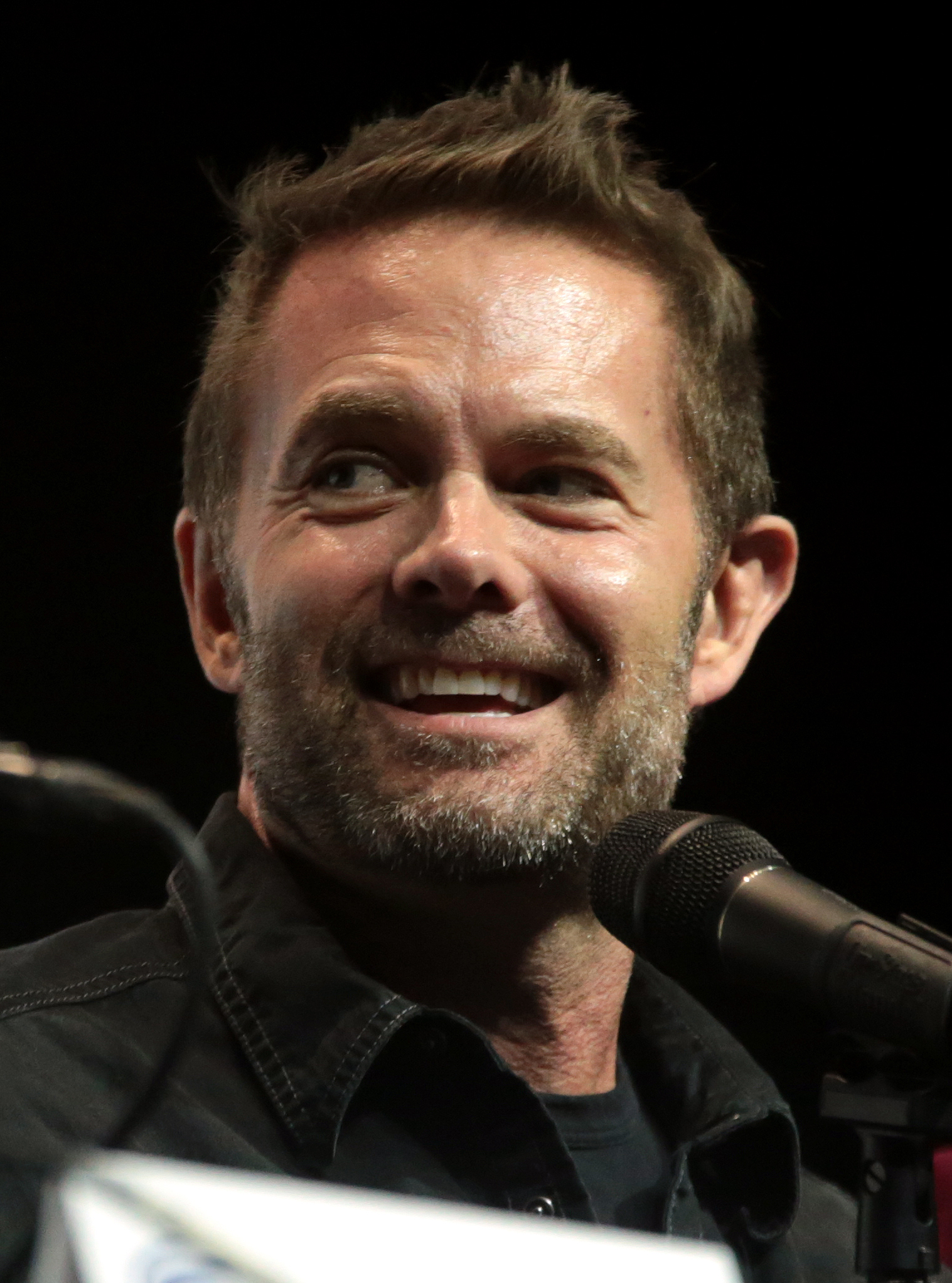
Garret Dillahunt interprète John Dorie Jr.
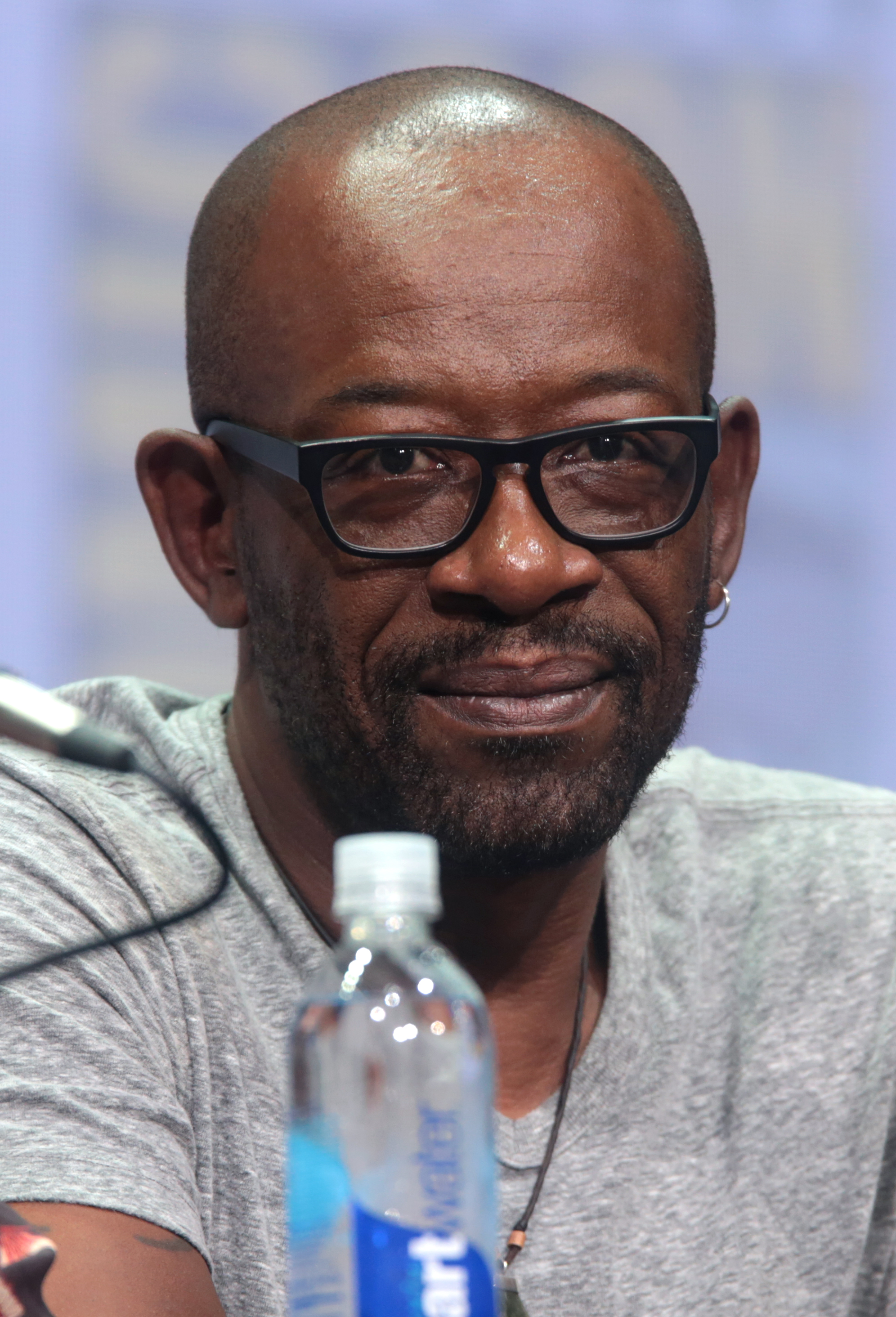
Lennie James interprète Morgan Jones.
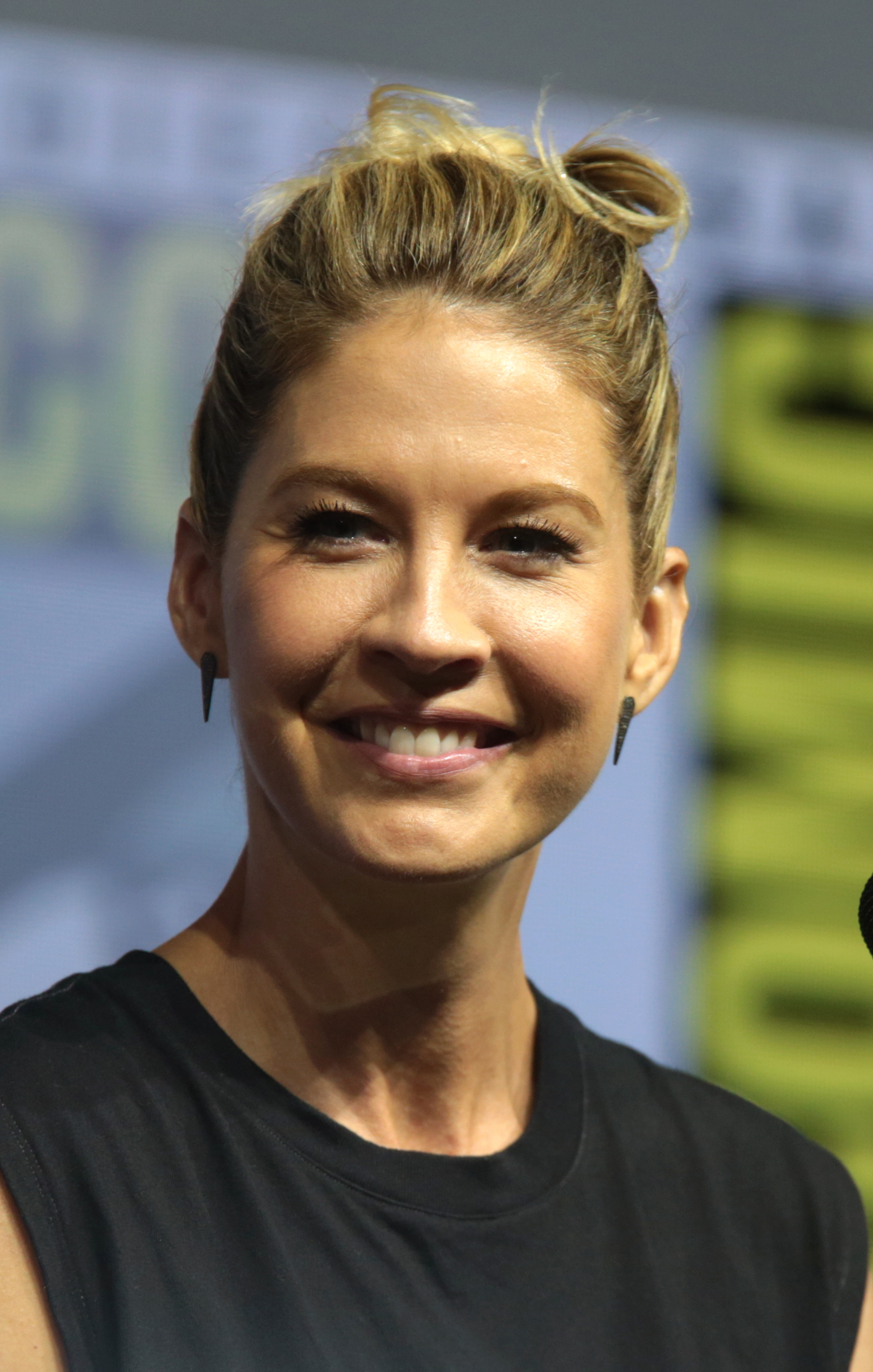
Jenna Elfman interprète June Dorie.
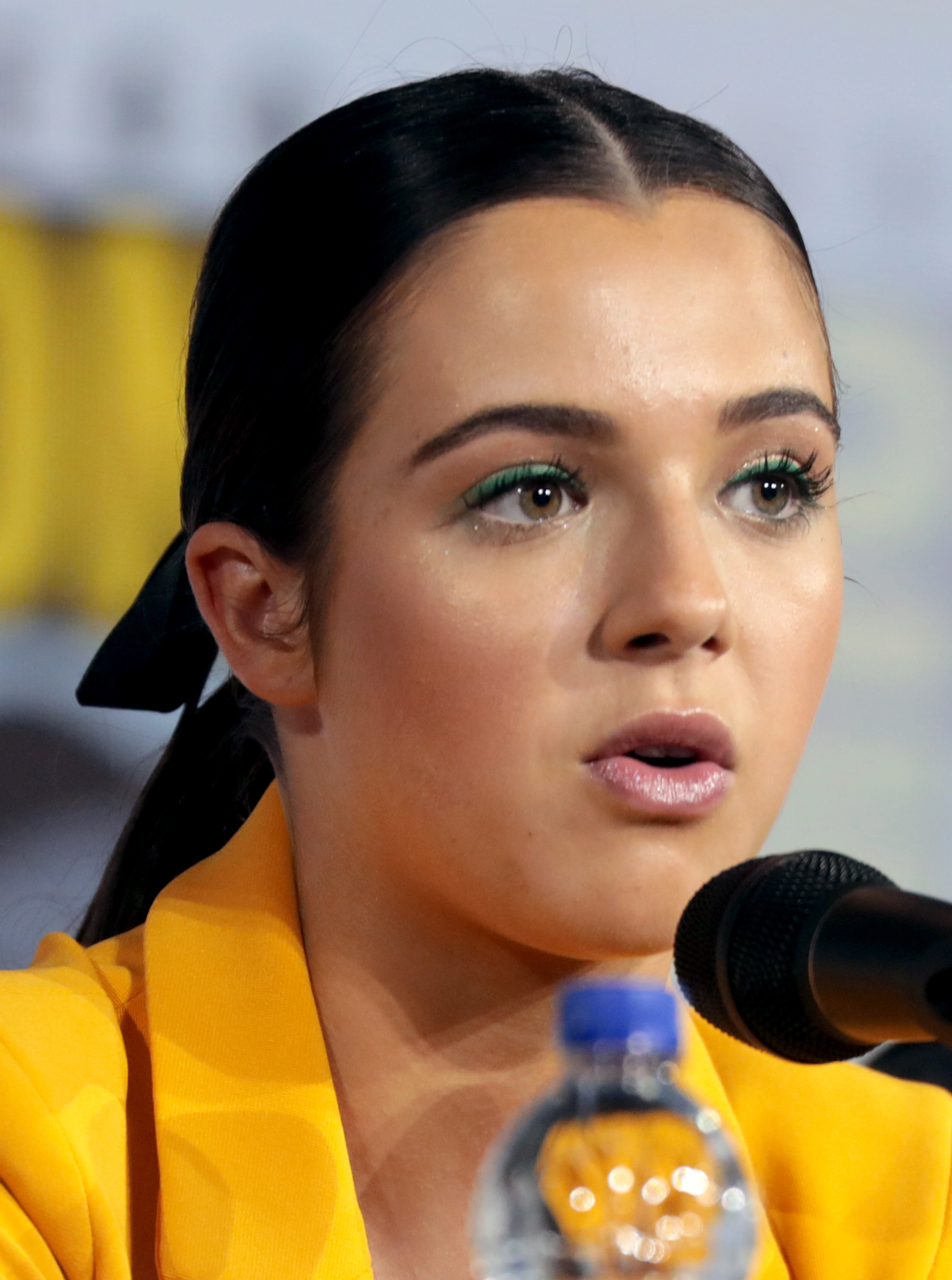
Alexa Nisenson interprète Charlie.
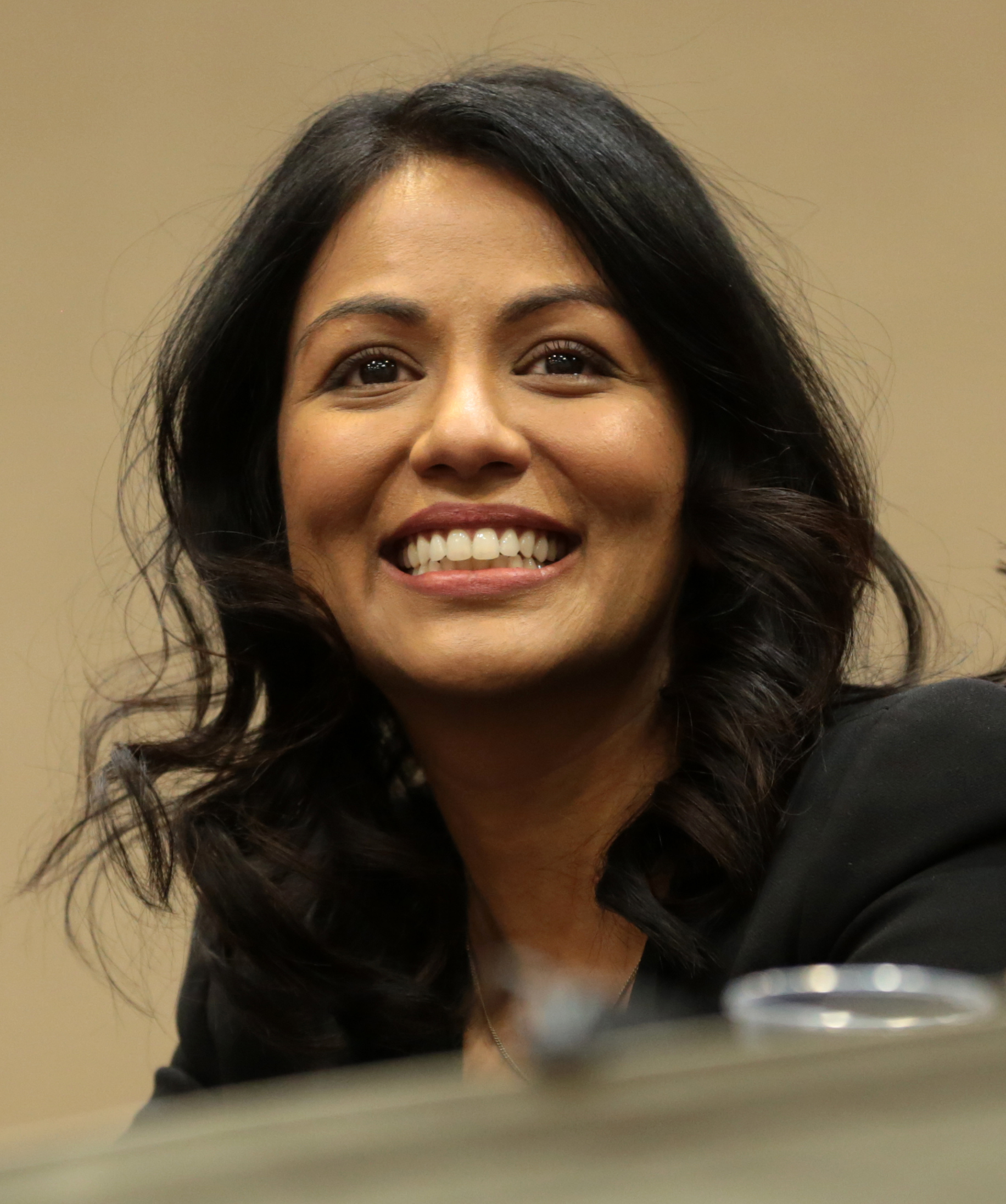
Karen David interprète Grace Mukherjee.
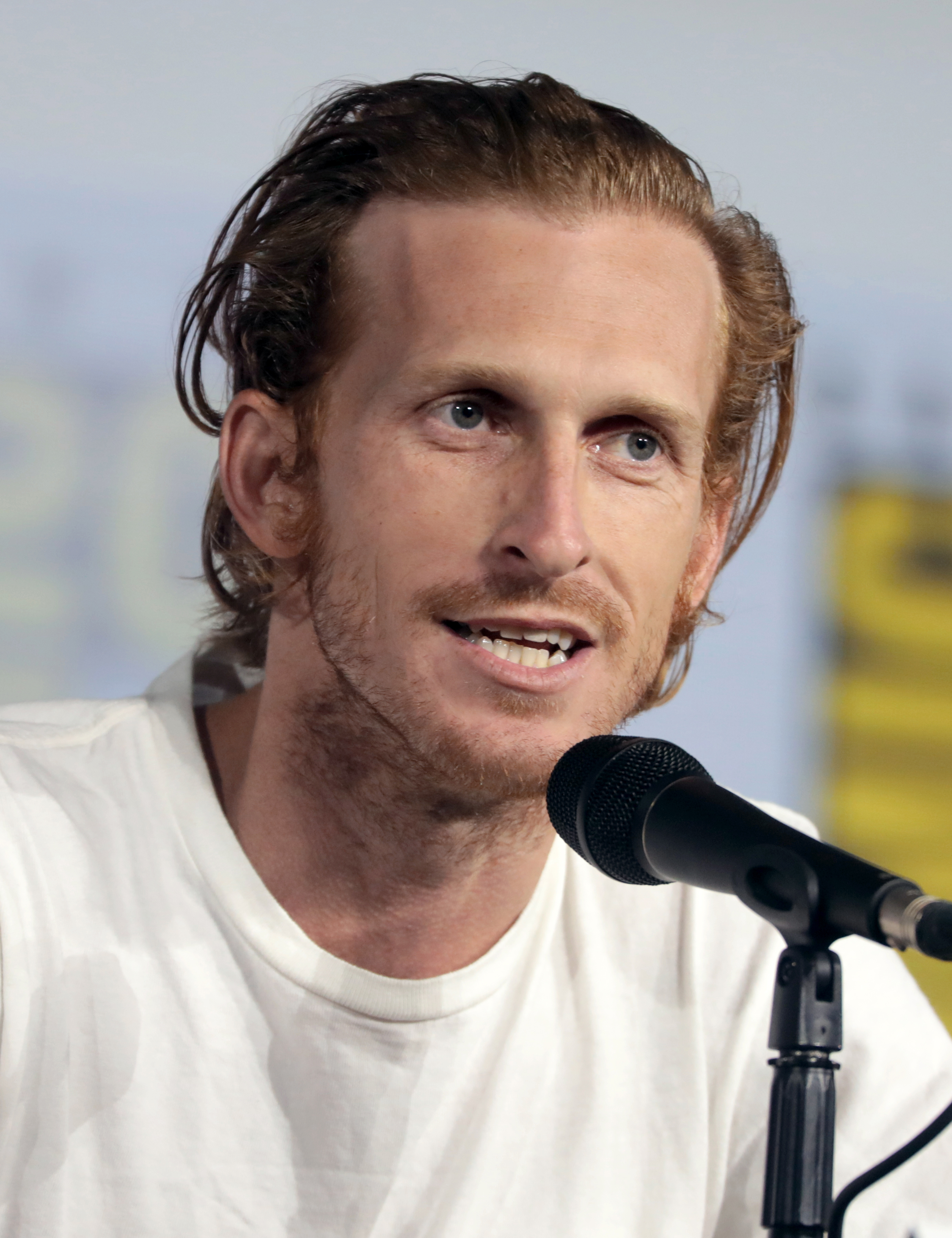
Austin Amelio interprète Dwight
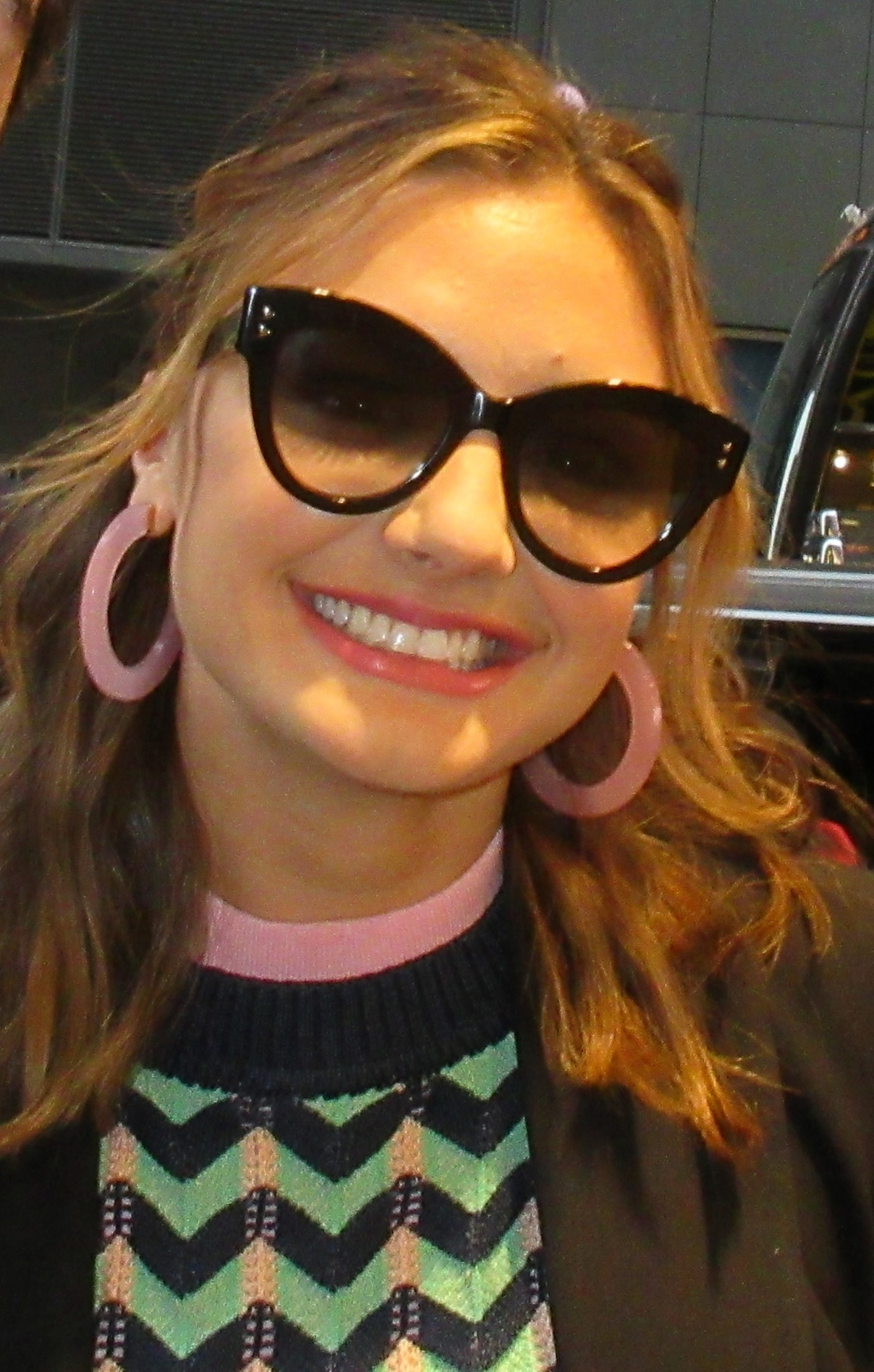
Christine Evangelista interprète Sherry.
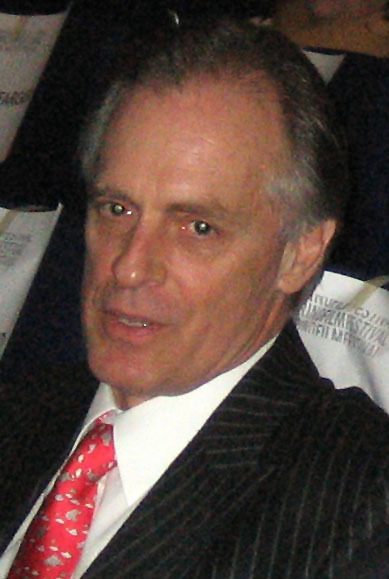
Keith Carradine interprète John Dorie Sr.

### Acteurs récurrents

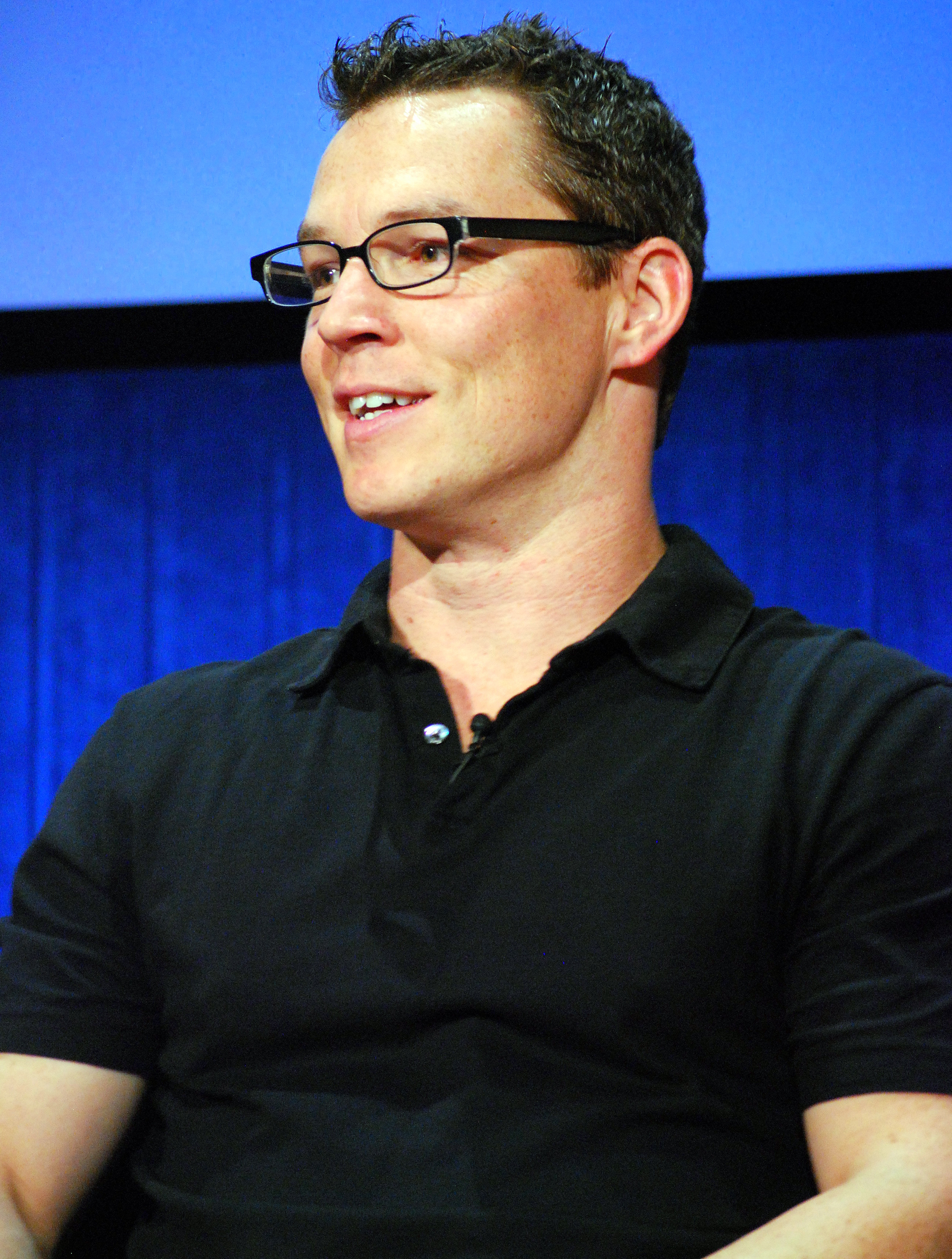
Shawn Hatosy interprète le caporal Andrew Adams.
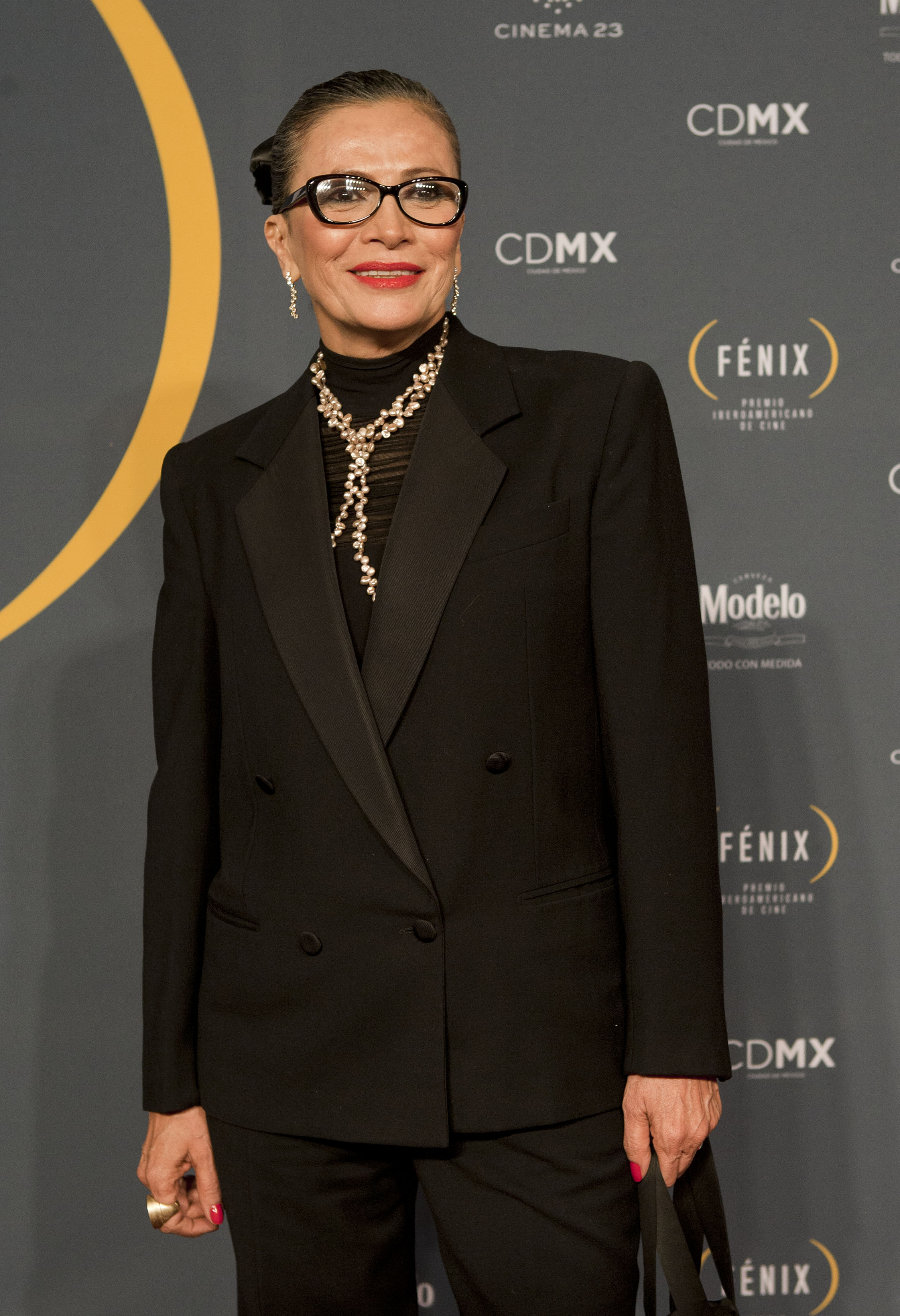
Patricia Reyes Spíndola interprète Griselda Salazar.

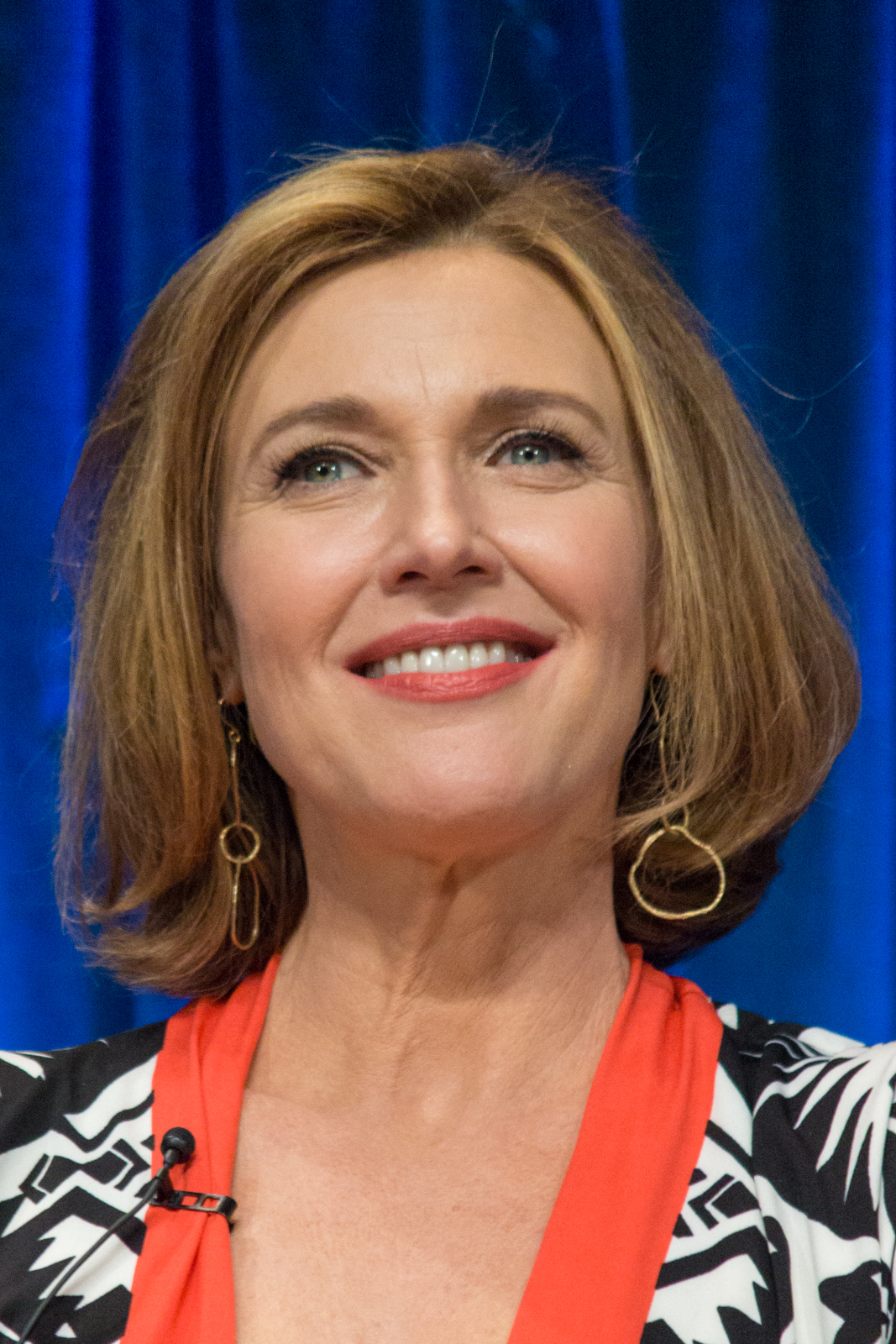
Brenda Strong interprète Ilene Stowe.
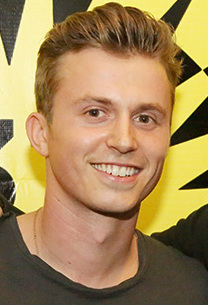
Kenny Wormald interprète Derek.
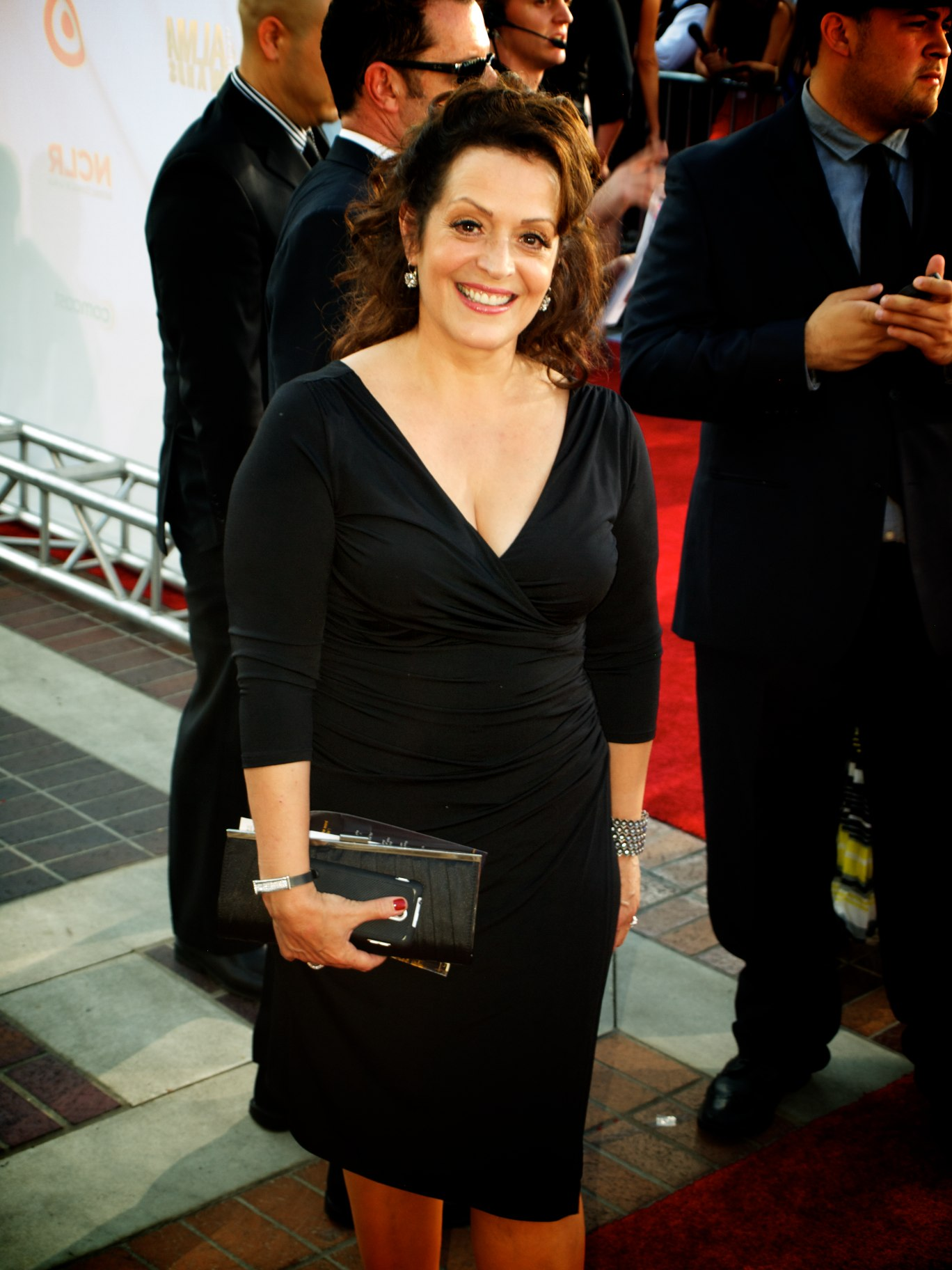
Marlene Forte interprète Celia Flores.
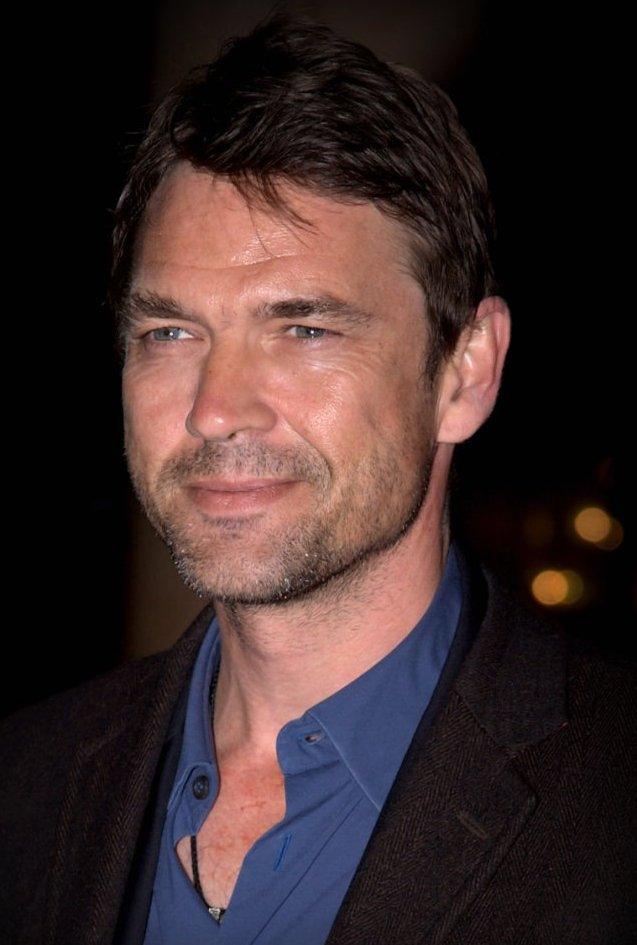
Dougray Scott interprète Thomas Abigail.

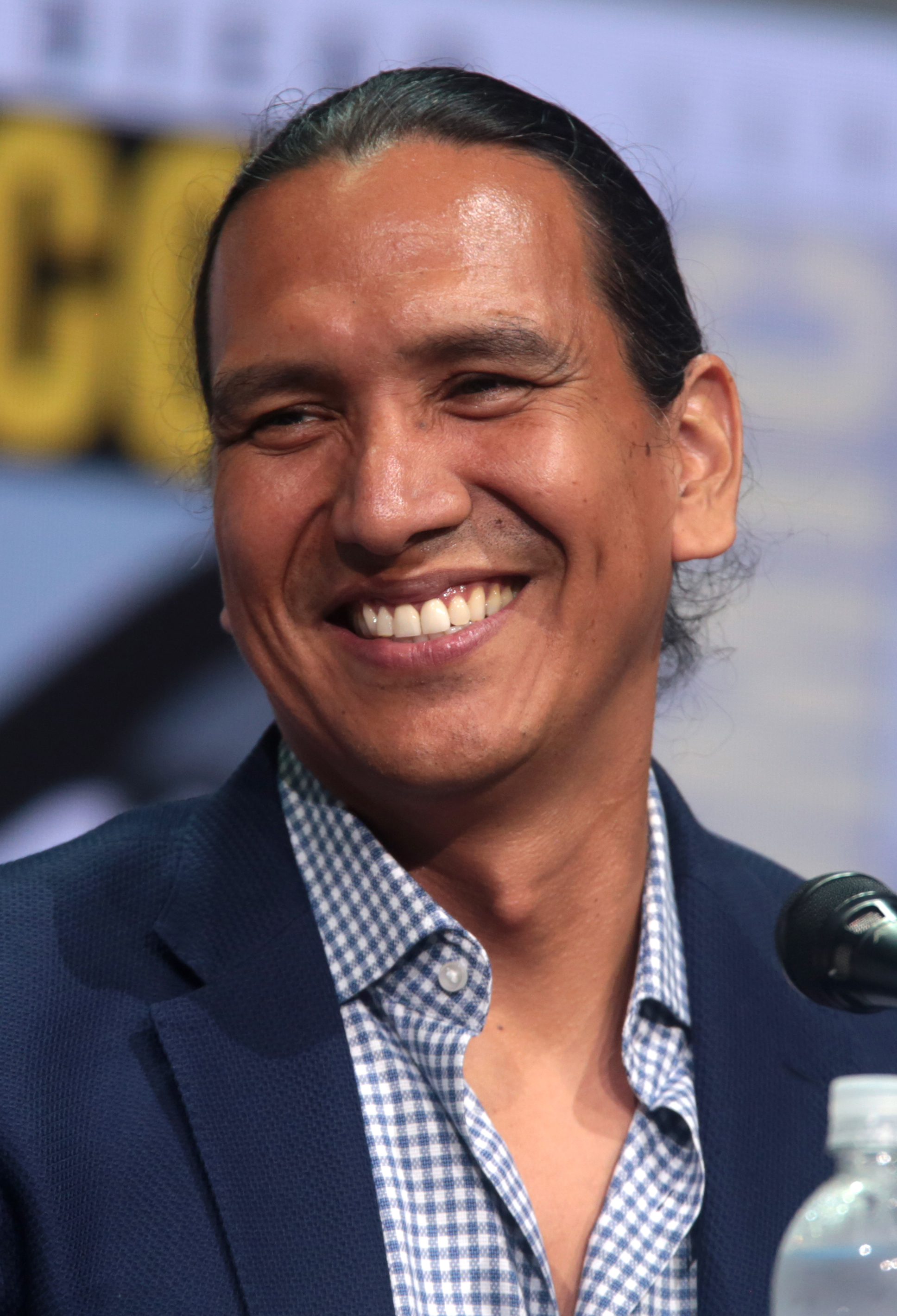
Michael Greyeyes interprète Qaletaqa Walker.

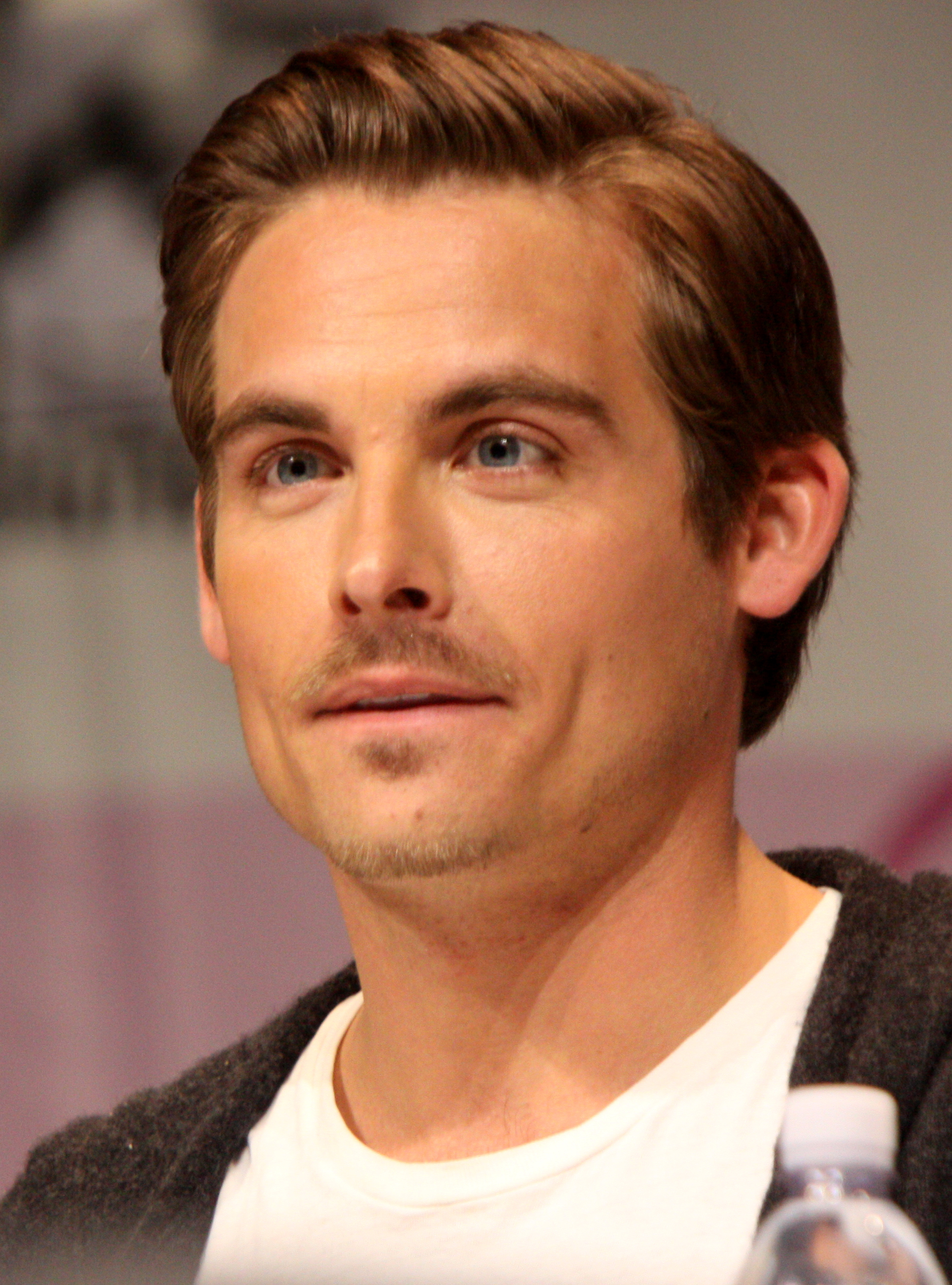
Kevin Zegers interprète Melvin.
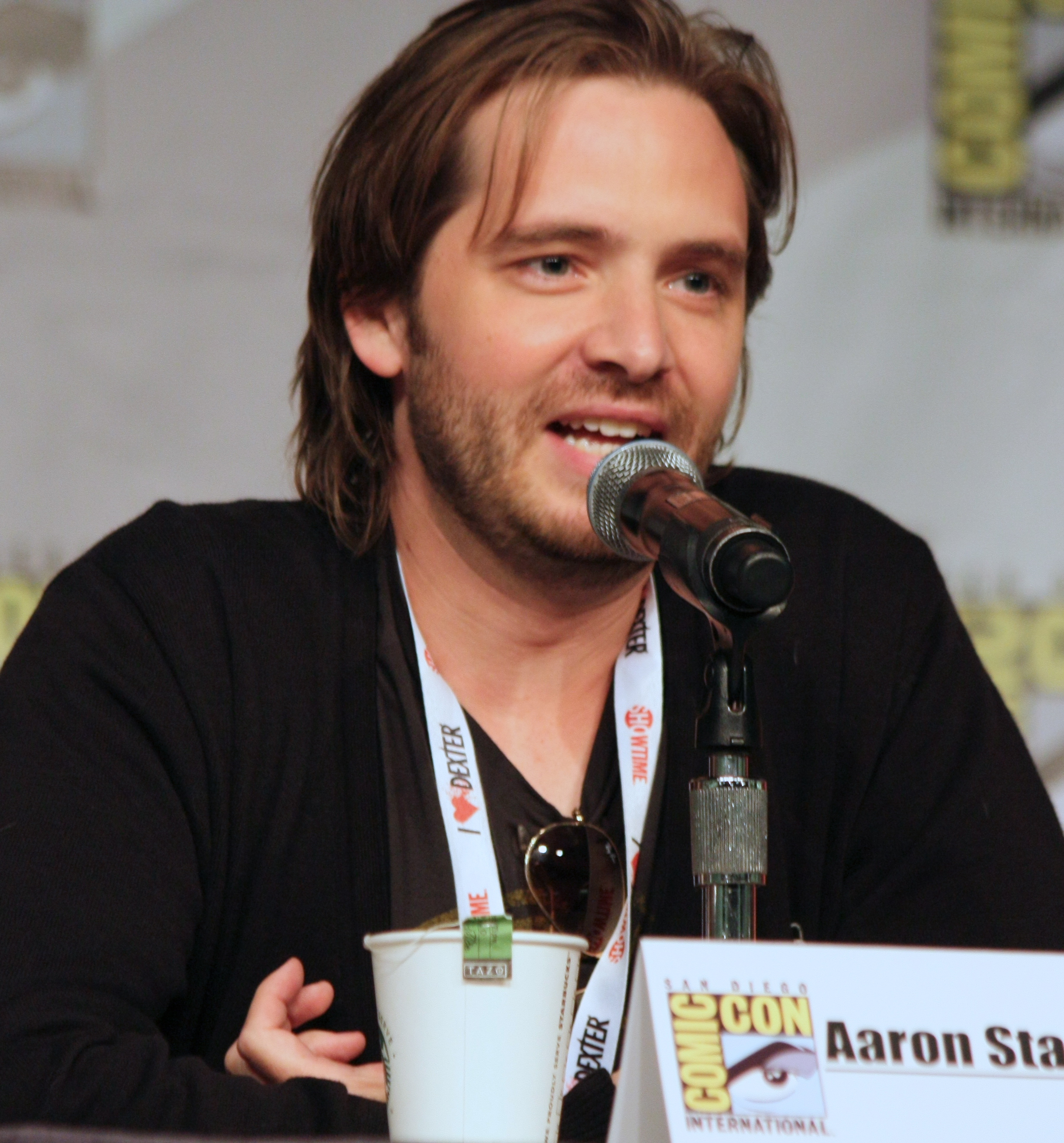
Aaron Stanford interprète Jim.
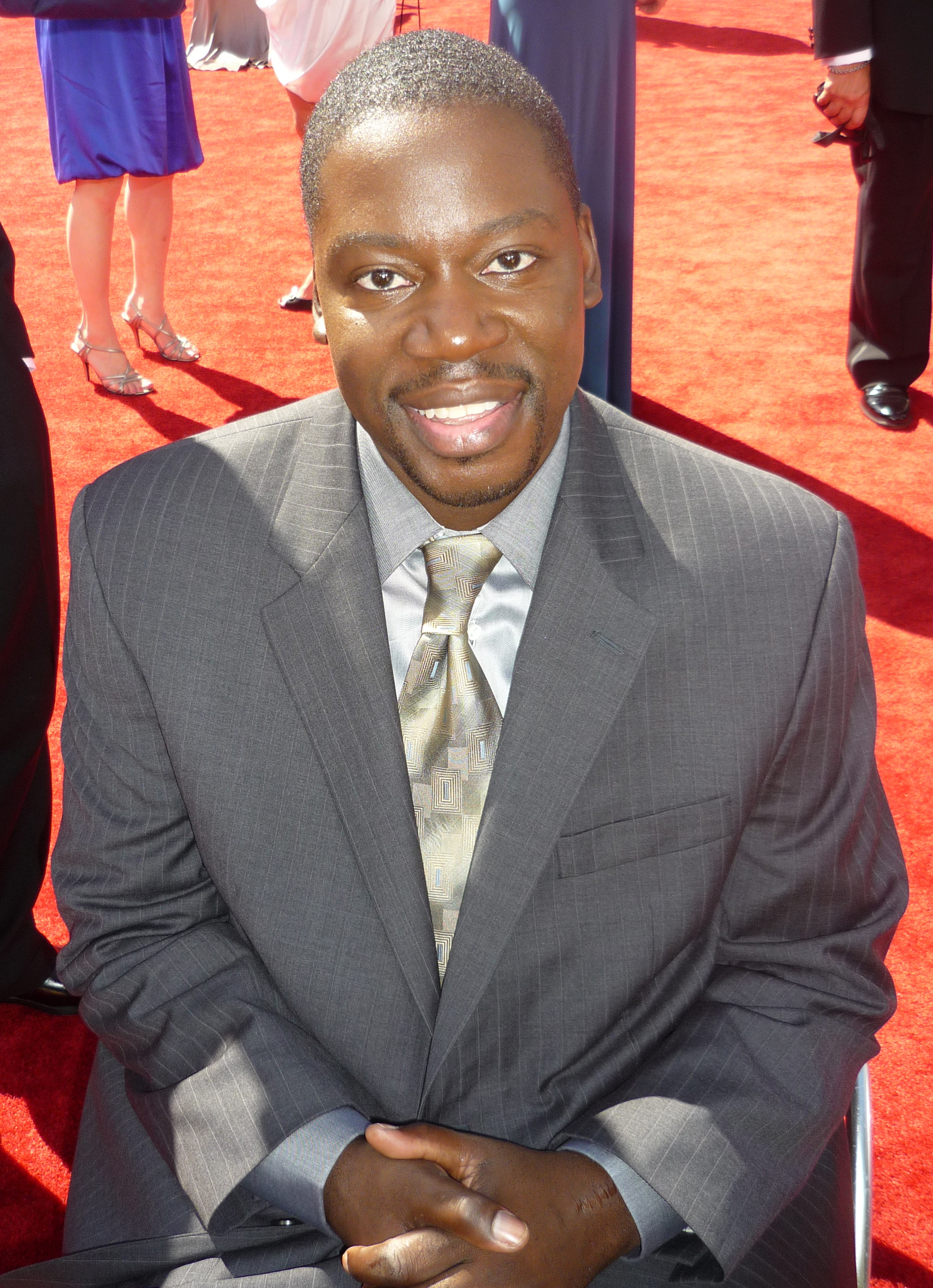
Daryl Mitchell interprète Wendell.

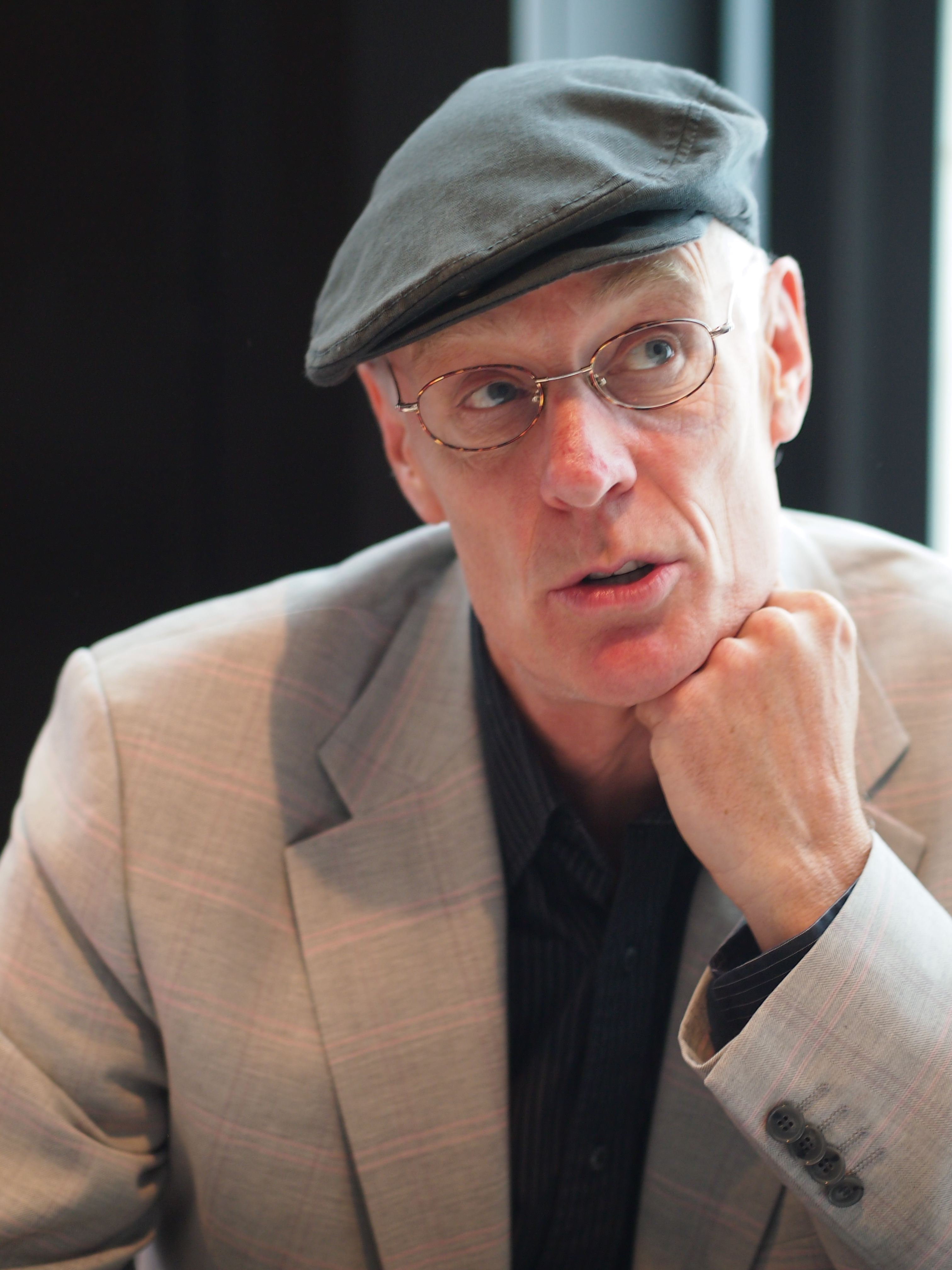
Matt Frewer interprète Logan.

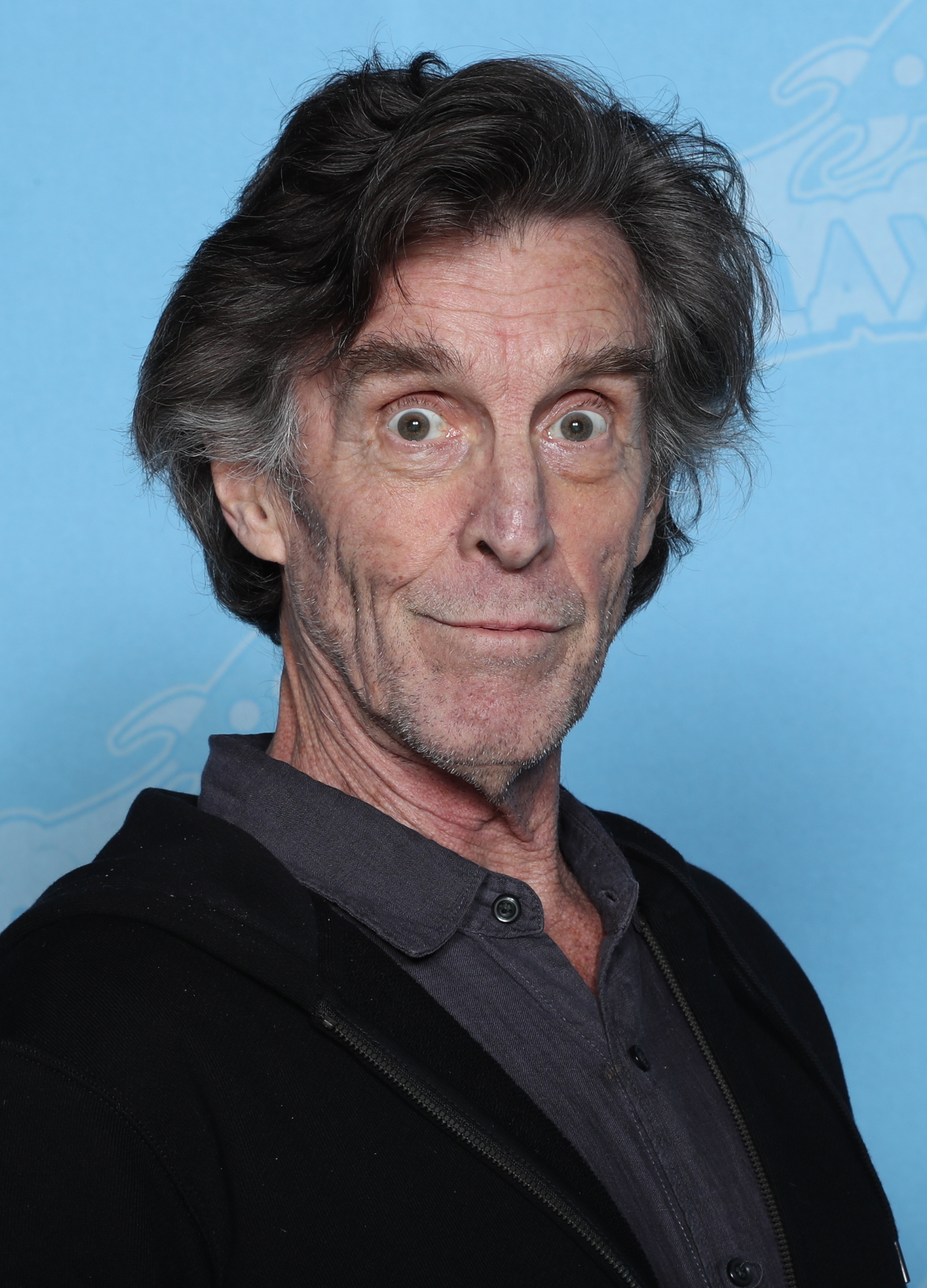
John Glover interprète Teddy.
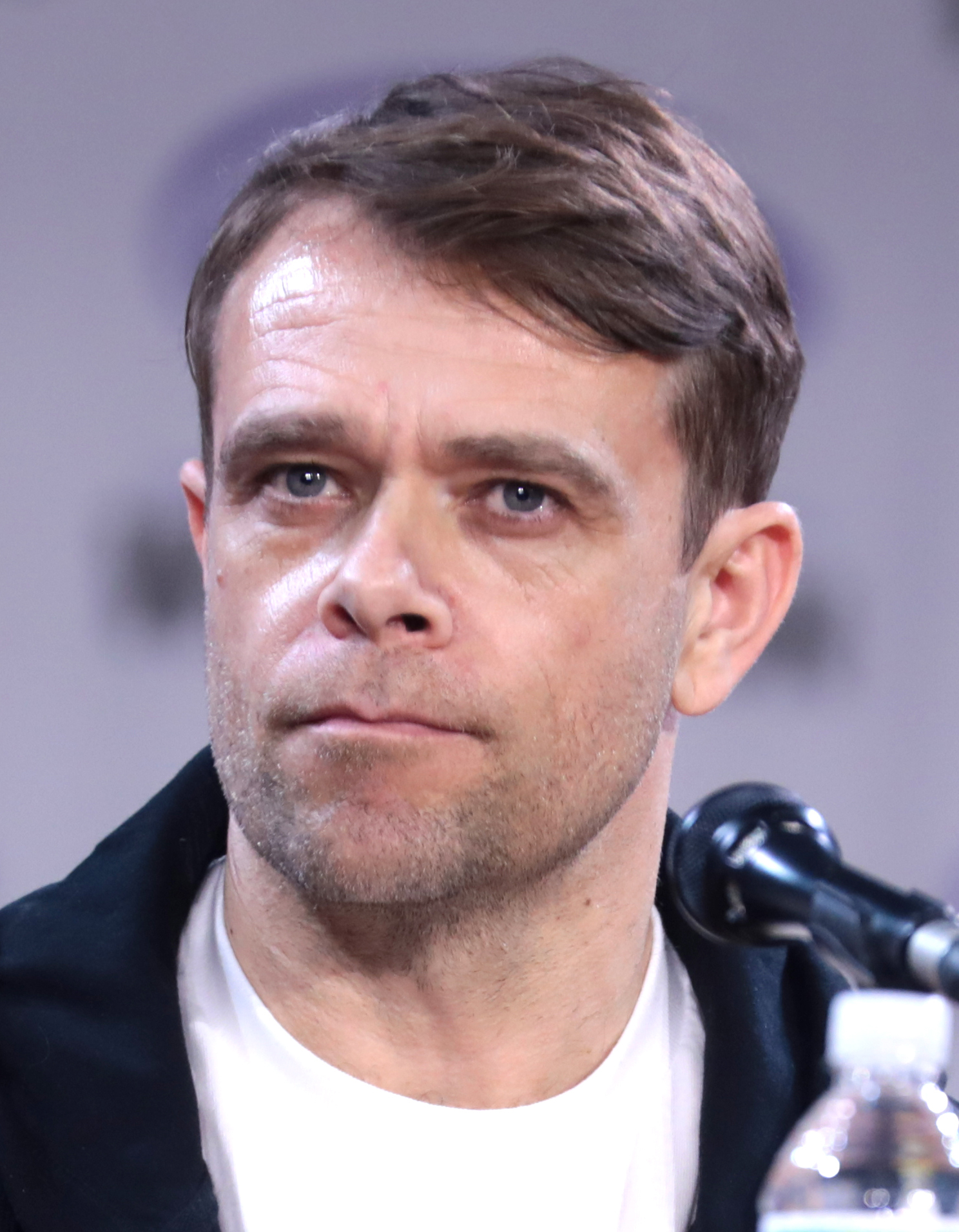
Nick Stahl interprète Riley.

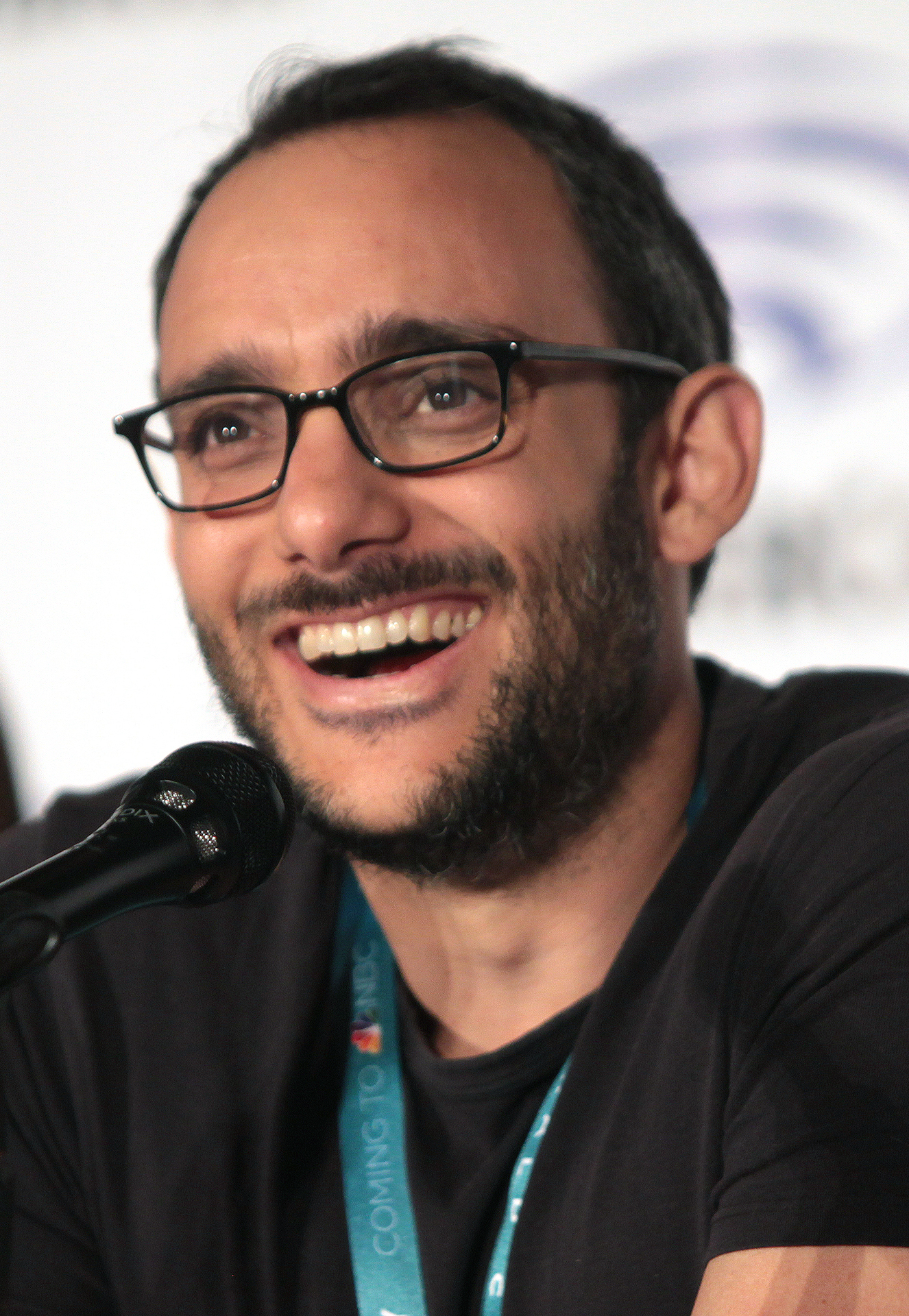
Omid Abtahi interprète Howard.
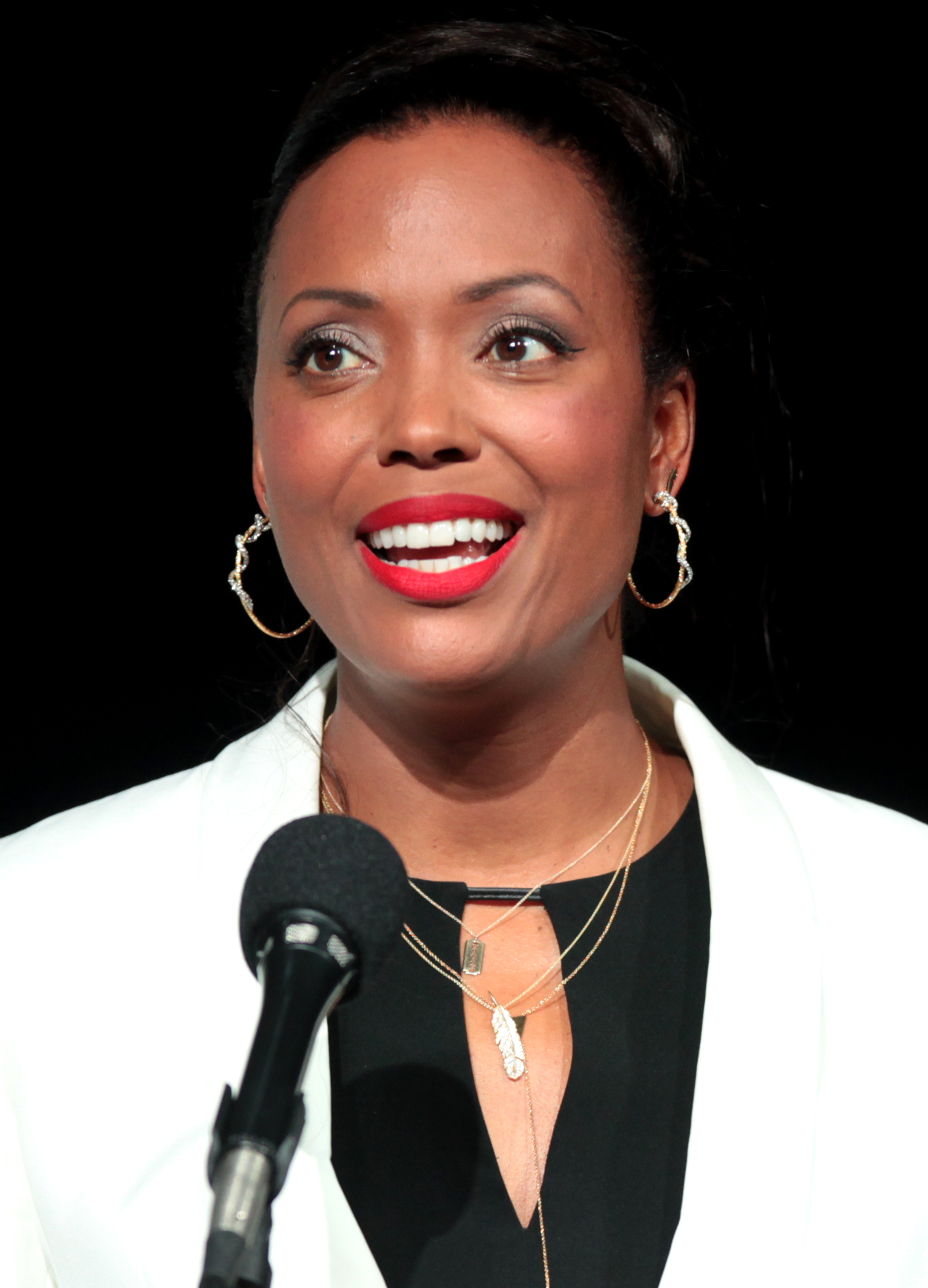
Aisha Tyler interprète Mickey.

### Invités de la série originale
The Walking Dead
- Andrew Lincoln (VF : Tanguy Goasdoué) : Rick Grimes (saison 4, épisode 1)
- Melissa McBride (VF : Françoise Rigal) : Carol Peletier (saison 4, épisode 1)
- Tom Payne (VF : Emmanuel Lemire) : Paul « Jesus » Rovia (saison 4, épisode 1)

Version française
- Société de doublage : Studio Chinkel[9],[10]
- Direction artistique : Benoît DuPac[9],[10]
- Adaptation des dialogues : Stéphane Guissant, Emilie Barbier, Ivan Olariaga
- Enregistrement et mixage : Jonathan Leriche / Alice Desseauve
- Montage : Manon Serve

 Source et légende : version française (VF) sur RS Doublage et Doublage Séries Database

### Webséries

#### Flight 462(2015-2016)
- Michelle Ang : Alex (Charlie)
- Brendan Meyer : Jake Powell
- Kathleen Gati : Deirdre, l'hôtesse de l'air
- Shelia Shaw : Connie, la voisine de siège de Jake
- Brett Rickaby : Marcus, l'homme infecté
- Lisa Waltz : Suzanne, la femme de Marcus
- Kevin Sizemore : Anthony, le shérif de l'air
- Meeghan Holaway : la mère de Jake (voix)
- Frank Dillane : Nicholas "Nick" Clark

#### Passage(2016-2017)
- Kelsey Scott : Sierra
- Mishel Prada : Gabi
- Michael Mosley : Colton

#### The Althea Tapes(2019)
- Maggie Grace : Althea
- Colby Minifie : Virginia Kofax
- Lennie James : Morgan Jones

#### Dead in the Water(2022)
- Nick Stahl : Jason Riley
- John Glover : Theodore « Teddy » Maddox

## Production

### Développement
En septembre 2013, la chaîne américaine AMC annonce qu'elle développe une série dérivée de The Walking Dead, suivant d'autres personnages créés par Robert Kirkman.
En septembre 2014, AMC commande un pilote écrit par Robert Kirkman et Dave Erickson (en), réalisé par Adam Davidson. Avec en producteur exécutif, Robert Kirkman, Dave Erickson, Gale Anne Hurd et David Alpert, avec également Dave Erickson comme showrunner.
En décembre 2014, il a été confirmé que le spin-off aura lieu lors de la même apocalypse de morts-vivants représentée dans The Walking Dead, mais dans un endroit différent, à Los Angeles. Le même mois, la série est provisoirement intitulée Cobalt puis en mars 2015, Robert Kirkman confirme que la série se nomme Fear the Walking Dead.
Le 9 mars 2015, AMC annonce que la série a été commandée avec un engagement de deux saisons de six épisodes pour la première et quinze pour la deuxième pour une diffusion dès le 23 août 2015 pour la première ; la deuxième sera diffusée en 2016.
Le 15 avril 2016, la série a été renouvelée pour une troisième saison de seize épisodes.
Le 15 avril 2017, la série a été renouvelée pour une quatrième saison avant même le début de la diffusion de la troisième saison. Le showrunner Dave Erikson quitte la série et est remplacé par Andrew Chambliss et Ian Goldberg. Ceux-ci modifient en profondeur la série pour en faire un crossover direct avec The Walking Dead : structure des récits, thèmes, colorimétrie, personnages (des personnages principaux meurent et sont remplacés par des personnages issus de la série originelle), etc., ce que le showrunner d'origine refusait de faire.
Le 28 juillet 2018, la série a été renouvelée pour une cinquième saison.
Le 30 juillet 2019, la série a été renouvelée pour une sixième saison.
Le 3 décembre 2020, la série a été renouvelée pour une septième saison.
Le 5 décembre 2021, la série a été renouvelée pour une huitième saison, qui sera la dernière.

### Attribution des rôles

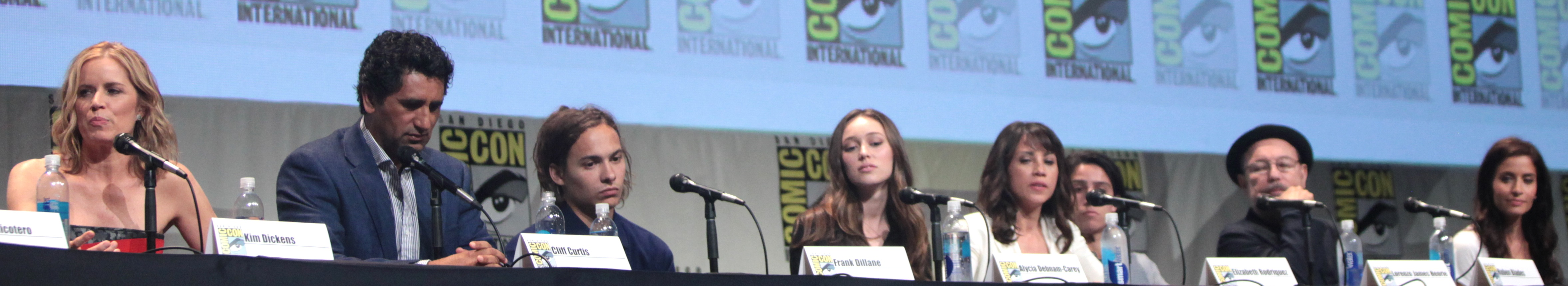
La distribution principale au complet au Comic-Con 2015.

Entre décembre 2014 et mai 2015, Cliff Curtis, Kim Dickens, Alycia Debnam-Carey, Frank Dillane, Elizabeth Rodriguez, Mercedes Masohn, Rubén Blades, Lorenzo James Henrie et Patricia Reyes Spíndola sont annoncés comme acteurs principaux de la série.
Entre juin et août 2015, Sandrine Holt, Colman Domingo et Shawn Hatosy rejoignent la série dans un rôle récurrent. Puis, Maestro Harrell, Scott Lawrence et Lincoln A. Castellanos ont obtenu un rôle d'invité.
En janvier 2016, Daniel Zovatto et Arturo Del Puerto (en) ont obtenu un rôle récurrent lors de la deuxième saison.
En juillet 2016, Danay García a rejoint la distribution dans un rôle principal durant la deuxième saison
En mars 2017, Daniel Sharman a obtenu le rôle principal de Troy lors de la troisième saison.
En novembre 2017, Garret Dillahunt, Jenna Elfman et Maggie Grace ont chacun obtenu un rôle principal mais sans précisions sur leur personnage et Lennie James, qui incarne Morgan Jones depuis la première saison dans la série The Walking Dead, rejoint aussi la distribution principale lors de la quatrième saison.
En janvier 2018, des premières images de la quatrième saison et les noms des personnages qu'interpréteront Garret Dillahunt, Jenna Elfman et Maggie Grace ont été dévoilés, et seront respectivement John Dorie, Naomi et Althea. En mai 2018, il est révélé que Jenna Elfman interprète également son personnage sous un autre nom, Laura,.
En juin 2018, les acteurs des rôles principaux Madison (Kim Dickens) et Nick (Frank Dillane) quittent la série, les personnages ayant été tués.
Le 5 décembre 2021, lors d’une émission Talking Dead, Kim Dickens annonce que Madison Clark est toujours en vie et qu’elle fera son retour dès la seconde partie de la septième saison.

### Tournage
Le tournage de l'épisode pilote a été réalisé entre janvier et le 6 février 2015 à Los Angeles et à Vancouver, en Colombie-Britannique, au Canada.
Le reste de la première saison est tournée depuis le 11 mai 2015 à Vancouver[réf. nécessaire].
Les deuxième et troisième saisons sont tournées dans les studios Baja dans la municipalité de Playas de Rosarito au Mexique, en Basse-Californie.
La quatrième saison est tournée au Texas, majoritairement près d'Austin, où est situé le stade de baseball Dell Diamond qui a entre autres servi de décor.
Le tournage de la cinquième saison a commencé en décembre 2018 et a été filmée à New Braunfels au Texas.
Après quatre ans de tournage au Texas, la huitième saison sera filmée à Savannah en Géorgie.

### Fiche technique
Sauf indication contraire, les informations mentionnées dans cette section peuvent être confirmées par la base de données cinématographiques IMDb,  présente dans la section « Liens externes ».
- Titre original et français : Fear the Walking Dead
- Création : Robert Kirkman et Dave Erickson (en)
- Réalisation : Adam Davidson
- Scénario : Robert Kirkman et Dave Erickson
- Direction artistique : Jason Garner, Jay Aroesty
- Décors : Maria Caso, Tedd Kuchera, Jorge Barba
- Costume : Stephani Lewis, Carla Hetland, Mary Jane Fort
- Photographie : Michael McDonough
- Musique : Paul Haslinger
- Montage : Victor Du Bois, Chris McCaleb, Tad Dennis
- Effets spéciaux : KNB EFX (par Gregory Nicotero), Stargate Studios
- Casting : Wendy O'Brien
- Production : Bill Johnson, David Alpert, Dave Erickson, Gale Anne Hurd, Robert Kirkman, Gregory Nicotero (production exécutive)
- Société de production : AMC Studios, Circle of Confusion, Skybound Entertainment, Valhalla Entertainment
- Société de distribution : AMC
- Pays d'origine :  États-Unis
- Langue originale : anglais
- Format : couleur - 35 mm - 1,78:1 - son Dolby Digital
- Genre : horreur, série dramatique, aventure, survie, zombie
- Durée : 64 minutes pour l'épisode pilote, puis 42 minutes[5]
- Classification :
  - États-Unis : TV-MA ou TV-14 selon les épisodes.
  - Canada : 18A.
  - France : Déconseillé aux moins de 12 ans.

### Diffusion internationale
| Saison | Nombre d'épisodes | États-Unis, Canada                        | États-Unis, Canada | France                               | France                         | France                             | France         |
| Saison | Nombre d'épisodes | Dates de diffusion                        | Chaîne             | Dates de diffusion                   | Chaîne                         | Dates de diffusion                 | Chaîne         |
| ------ | ----------------- | ----------------------------------------- | ------------------ | ------------------------------------ | ------------------------------ | ---------------------------------- | -------------- |
| 1      | 6                 | du 23 août 2015 au 4 octobre 2015         | AMC                | du 24 août 2015 au 5 octobre 2015    | Canal+ Séries (en VOSTFr / VF) | du 25 août 2015 au 6 octobre 2015  | iTunes (en VF) |
| 2      | 15                | du 10 avril 2016 au 2 octobre 2016        | AMC                | du 11 avril 2016 au 3 octobre 2016   | Canal+ Séries (en VOSTFr / VF) | du 12 avril 2016 au 4 octobre 2016 | iTunes (en VF) |
| 3      | 16                | du 4 juin 2017 au 15 octobre 2017         | AMC                | du 5 juin 2017 au 16 octobre 2017    | Canal+ Séries (en VOSTFr / VF) | du 6 juin 2017 au 17 octobre 2017  | iTunes (en VF) |
| 4      | 16                | du 15 avril 2018 au 30 septembre 2018     | AMC                | du 16 avril 2018 au 1er octobre 2018 | Canal+ Séries (en VOSTFr / VF) | du 17 avril 2018 au 2 octobre 2018 | iTunes (en VF) |
| 5      | 16                | du 2 juin 2019 au 29 septembre 2019       | AMC                | du 3 juin 2019 au 30 septembre 2019  | Canal+ Séries (en VOSTFr / VF) | du 4 juin 2019 au 1er octobre 2019 | iTunes (en VF) |
| 6      | 16                | du 11 octobre 2020 au 6 juin 2021         | AMC                | du 12 octobre 2020 au 7 juin 2021    | Canal+ Séries (en VOSTFr / VF) | du 12 octobre 2020 au 7 juin 2021  | iTunes (en VF) |
| 7      | 16                | du 17 octobre 2021 au 5 juin 2022         | AMC                | du 18 octobre 2021 au 6 juin 2022    | Canal+ Séries (en VOSTFr / VF) | du 18 octobre 2021 au 6 juin 2022  | iTunes (en VF) |
| 8      | 12                | depuis le 14 mai 2023 au 19 novembre 2023 | AMC                | depuis le 15 mai 2023                | Canal+ Séries (en VOSTFr / VF) | depuis le 15 mai 2023              | iTunes (en VF) |

## Épisodes

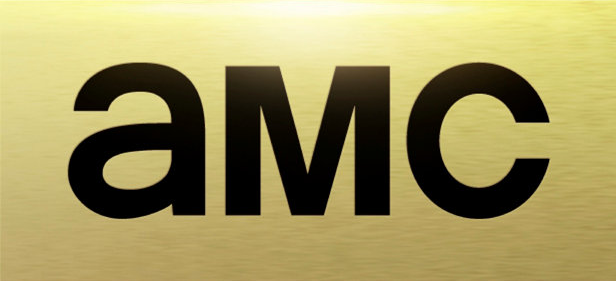
Logo original de la chaine AMC, sur laquelle la série Fear the Walking Dead est diffusée.

La série compte 8 saisons. La première saison est composée de six épisodes, la deuxième de quinze, les saisons 3 à 7 comportent quant à elles seize épisodes chacune, et la huitième et dernière saison en comporte 12.
| Saison | Nombre d'épisodes | Diffusion originale sur AMC | Diffusion originale sur AMC | Diffusion originale sur AMC | Diffusion originale sur AMC    |
| Saison | Nombre d'épisodes | Années                      | Début de saison             | Fin de saison               | Audience moyenne (en millions) |
| ------ | ----------------- | --------------------------- | --------------------------- | --------------------------- | ------------------------------ |
| 1      | 6                 | 2015                        | 23 août 2015                | 4 octobre 2015              | 7,61                           |
| 2      | 15                | 2016                        | 10 avril 2016               | 2 octobre 2016              | 4,19                           |
| 3      | 16                | 2017                        | 4 juin 2017                 | 16 octobre 2017             | 2,36                           |
| 4      | 16                | 2018                        | 15 avril 2018               | 30 septembre 2018           | 2,26                           |
| 5      | 16                | 2019                        | 2 juin 2019                 | 29 septembre 2019           | 1,51                           |
| 6      | 16                | 2020-2021                   | 11 octobre 2020             | 13 juin 2021                | 1,18                           |
| 7      | 16                | 2021-2022                   | 17 octobre 2021             | 5 juin 2022                 | indéterminées                  |
| 8      | 12                | 2023                        | 14 mai 2023                 | 19 novembre 2023            | indéterminées                  |

### Première saison (2015)
Résumé
L'histoire se déroule au tout début de l'épidémie et se passe dans la ville de Los Angeles et non à Atlanta.
Madison est conseillère d'orientation dans un lycée de Los Angeles. Depuis la mort de son mari, elle élève seule ses deux enfants : Alicia, excellente élève qui découvre les premiers émois amoureux et son grand frère Nick qui a quitté la fac, cumule les problèmes. Ils n'acceptent pas vraiment le nouveau compagnon de leur mère, Travis, professeur dans le même lycée et père divorcé d'un jeune adolescent. Autour de cette famille recomposée qui a du mal vivre ensemble, de nombreux phénomènes étranges se produisent en ville.

### Deuxième saison (2016)
Résumé (audio seulement en anglais sur disque)
Les évènements reprennent sur la plage devant la villa de Strand. Ce dernier amène le groupe formé des familles Manawa, Clark et Salazar sur son yacht de luxe « Abigail » pour échapper par la mer aux rôdeurs qui ont envahi Los Angeles. Après les ennemis terrestres, c'est dans l'océan que l'aventure se poursuit. Inconscients de l’ampleur de l’apocalypse qui a touché le pays, ils espèrent regagner la terre ferme et trouver refuge dans un endroit épargné par l’infection. L'aventure se dessinera autour des membres se développant dans de nouvelle communauté. Madison poursuivra sa volonté d'offrir un endroit sûr pour sa famille.

### Troisième saison (2017)
Résumé
Après leurs aventures dans la région de Tijuana, la famille de Madison est réunie à la frontière américaine en compagnie d'une milice de survivalistes américains. Les rôdeurs envahissent de plus en plus le terrain. Pour survivre aux menaces, la petite bande forme de nouvelles alliances et va devoir faire face à de lourdes pertes. Madison va tout faire pour garder sa famille intacte et défendre cette sécurité. La famille essayera de s'adapter aux règles du ranch et à un semblant de civilisation.

### Quatrième saison (2018)
Résumé
Longtemps après la destruction du barrage de Tijuana, maintenant établis au Texas dans un stade de baseball, Madison et ses amis fondent une nouvelle communauté. Mais le groupe doit faire face aux Vautours, des survivants qui attendent la mort d’autres camps pour se procurer toutes les ressources nécessaires Il y aura l'évolution de nouvelles têtes, tel que, Morgan Jones, qui a quitté la Georgie, se dirige vers le Texas. Ou encore, John et Althéa. C'est ainsi qu'un nouveau schéma, nous offrant le parcours de chacun, afin de mieux cerner les membres du groupe.
Après de nouvelles pertes, les survivants devront faire face à eux-mêmes et découvrir qui ils sont vraiment. Les ennemis d'hier seront les amis de demain. Alicia sera tiraillée entre passé et futur, et ne saura plus comment se reconstruire et avancer. C'est avec Morgan, que le groupe trouvera un nouveau but.

### Cinquième saison (2019)
Résumé
Morgan Jones et Alicia Clark dirigent le groupe avec une philosophie empreinte de bienveillance, de détermination et d'espoir. Leur mission est claire : ils doivent localiser les survivants et aider à améliorer ce qui reste du monde. Chacun pense qu'en aidant les autres cela leur permettra de réparer les torts de leur passé. Mais la confiance n'est pas un sentiment facile à gagner. Leur volonté d'altruisme est mise à rude épreuve lorsque le groupe se retrouve au milieu d'un territoire inconnu. Ils vont devoir affronter leur passé mais aussi leurs peurs.

### Sixième saison (2020-2021)
Résumé
Le groupe a été séparé par Virginia, chacun tente de survivre de son côté en ayant le même but : se retrouver. Il ne s'agit plus de survivre aux morts, mais de se défaire des griffes des vivants. Le groupe tentera de se retrouver, grâce à une aide commune, afin d'éliminer leur bourreau. Nos survivants essayeront de repartir sur des bases solides en bâtissant un lieu sûr, en mémoire des êtres perdus.

### Septième saison (2021-2022)
Résumé
La saison suit le groupe séparé au Texas alors qu'il tente de survivre aux retombées nucléaires provoquées par Teddy et sa secte apocalyptique. Ainsi que l'affrontement philosophique entre Victor et Morgan.

### Huitième saison (2023)
Note : Pour les informations de renouvellement voir la section Production.
Cette huitième saison, qui sera la dernière, sera diffusée en deux parties de six épisodes chacune. La première dès le 14 mai 2023, et la deuxième dès le 22 octobre 2023.

## Webséries

### Flight 462
Entre la première et la deuxième saison, seize webisodes de moins d'une minute ont été mis en ligne à partir du 4 octobre 2015 sur le site internet de la chaîne AMC pour une durée totale de 14 min 28 s. L'intrigue a été centrée sur le personnage d'Alex (Michelle Ang). En France, elle a été diffusée sur le site de Canal+. Une conclusion à la websérie est donnée lors du troisième épisode de la deuxième saison de Fear the Walking Dead (Ouroboros).

### Passage
Entre la deuxième et la troisième saison, seize webisodes de moins d'une minute seront mis en ligne sur le site internet de la chaîne AMC. Dave Erickson a produit la websérie, Andrew Bernstein a été à la réalisation tandis que Lauren Signorino et Michael Zunic se sont chargés du scénario. L'intrigue est centrée sur Sierra (Kelsey Scott) et Gabi (Mishel Prada). En France, elle a été diffusée sur le site de Canal+.

### The Althea Tapes
Durant la cinquième saison, six webisodes de moins d'une minute, ont été mis en ligne du 27 juillet 2019 au 8 août 2019 sur le site internet de la chaîne AMC et sur YouTube. Cette websérie met en scène Althea interrogeant différents survivants avant et après sa rencontre avec Morgan,.

## Univers de la série
La série est basée sur l'univers de la série originale The Walking Dead. L'intrigue n'a pas lieu au même endroit ni au même moment – The Walking Dead étant largement en avance du fait de ses dix saisons déjà existantes − mais traite de la même épidémie. Ainsi, cette série dérivée semble l'occasion d'en découvrir davantage sur ce mal qui touche les personnages et sur son commencement, cet aspect ayant été peu traité dans The Walking Dead.
Par ailleurs, Fear The Walking Dead se détache davantage de l'univers de la bande dessinée ayant inspiré la série du même nom, notamment en ce qui concerne les personnages puisqu'aucun des personnages de Fear n'existe dans le comics.

## Accueil

### Réception critique
| Saison | Saison | Critique            | Critique          |
| Saison | Saison | Rotten Tomatoes     | Metacritic        |
| ------ | ------ | ------------------- | ----------------- |
|        | 1      | 76 % (63 critiques) | 66 (33 critiques) |
|        | 2      | 70 % (30 critiques) | 54 (12 critiques) |
|        | 3      | 84 % (6 critiques)  | Tbd (3 critiques) |
|        | 4      | 80 % (6 critiques)  | Tbd (1 critique)  |
|        | 5      | 55 % (9 critiques)  | 63 (50 critiques) |

Les deux premiers épisodes de la série ont reçu des avis positifs. Sur Rotten Tomatoes, la série a obtenu un score de 80 sur 100 sur la base de 54 critiques et a eu un score moyen de 6,6⁄10. Sur Metacritic, la première saison a un score de 66 sur 100 sur la base de 33 critiques.
Les magazines The Denver Post et le New York Daily News lui attribue une note de 4.5 / 5, alors que le New York Post lui attribue une note de 4 / 5.
Le Denver Post déclare « Même si les zombies ne sont pas votre tasse de télé, il y a beaucoup a apprécier concernant la construction de Fear the Walking Dead. (…) Dans ce prequel, le téléspectateur sait ce qui va arriver, mais pas les personnages. Cela apporte à l'ensemble une sorte de suspense hitchcockien, un sous-texte constamment terrifiant qui aide à maintenir la tension. »

### Audiences

#### Aux États-Unis
L'épisode pilote a réuni 10,13 millions de téléspectateurs, dont 6,3 millions des 18-49 ans, cible privilégiée des annonceurs américains. Ainsi, avec ce tout premier épisode, la série fait mieux que les vingt-deux épisodes des deux premières saisons de The Walking Dead entre 2010 et 2012. Le deuxième épisode confirme le succès de la série en réalisant 8,2 millions de téléspectateurs. Bien qu'il y ait une légère baisse, le troisième épisode se maintient avec 7,19 millions de téléspectateurs. Toutefois, le quatrième épisode de la première saison réalise la plus faible audience de la série avec 6,62 millions de téléspectateurs. L'épisode final obtient ensuite une audience stable de 6,86 millions de téléspectateurs. La première saison réalise une audience moyenne globale de 7,61 millions de téléspectateurs.

#### Dans les pays francophones
En France, la série ne rencontre pas le même succès que la franchise principale. Si la première saison s'en tire bien avec une audience moyenne de 2,3 millions de téléspectateurs, les suivantes peineront à dépasser les 1,5 million, jusqu'à chuter sous le million avec la saison 5.